# Église Saint-Martin de Caupenne
Pour les articles homonymes, voir Église Saint-Martin et Caupenne (homonymie).
L'église Saint-Martin est située dans la commune de Caupenne, dans le département français des Landes. Elle est inscrite au titre des monuments historiques par arrêté du 23 septembre 1970. Avec une abside romane et une décoration intérieure remarquable, cette église a été considérée comme l’un des joyaux de la Chalosse.

## Historique
L'église Saint-Martin a été agrandie et réorganisée au cours des siècles. Sa construction remonte au XIIe siècle. Son chevet est d'origine, ainsi que le cul-de-four, le berceau du chœur et les deux chapiteaux à feuillages qui sont à l’intérieur.
La tour qui occupe actuellement la fonction de clocher a été construite au XIVe siècle. Trois contreforts, reliés par des arcades ogivales, viennent la renforcer à l’ouest. Elle est équipée d’archères.

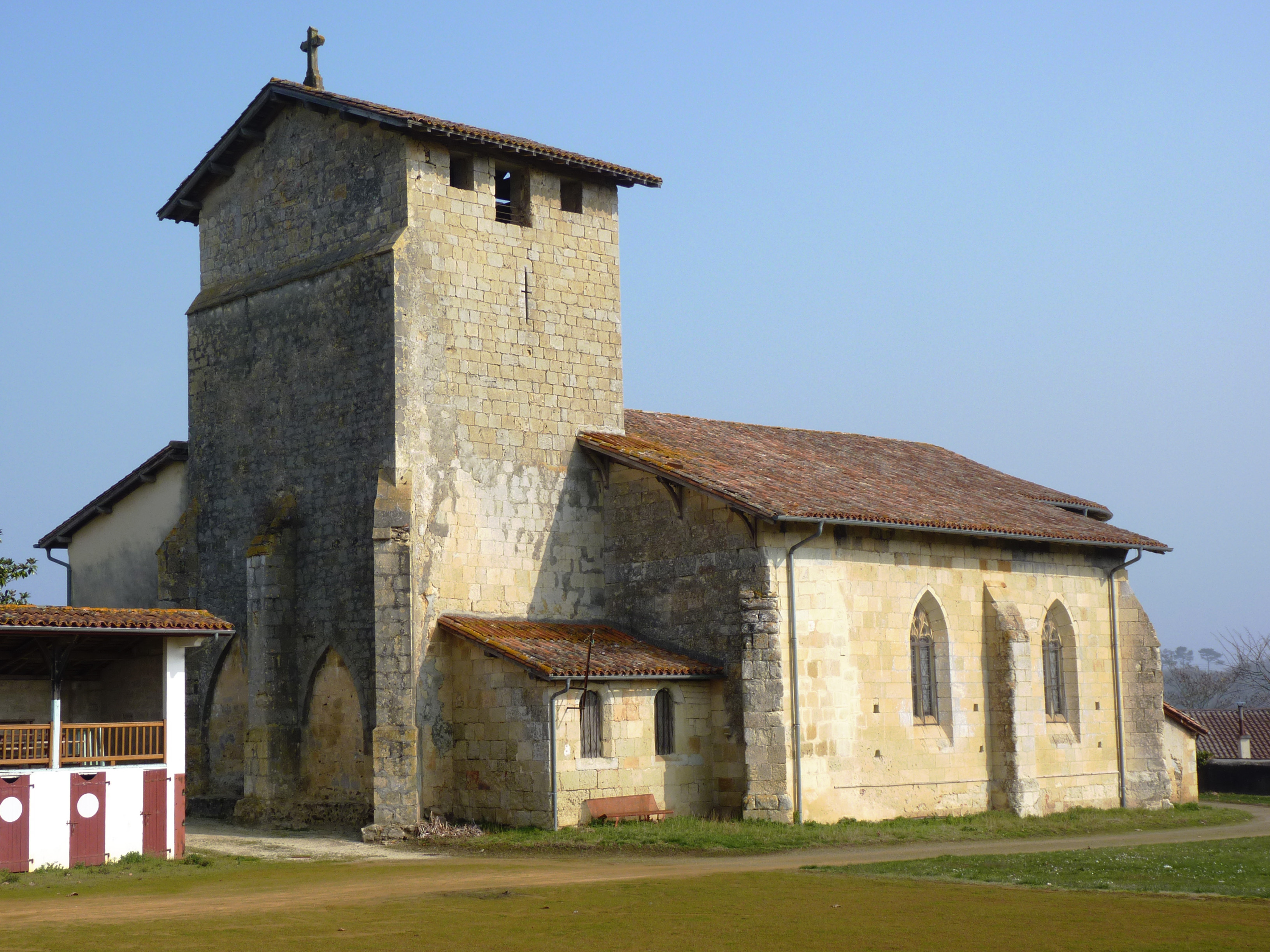
Vue générale - Façade sud.
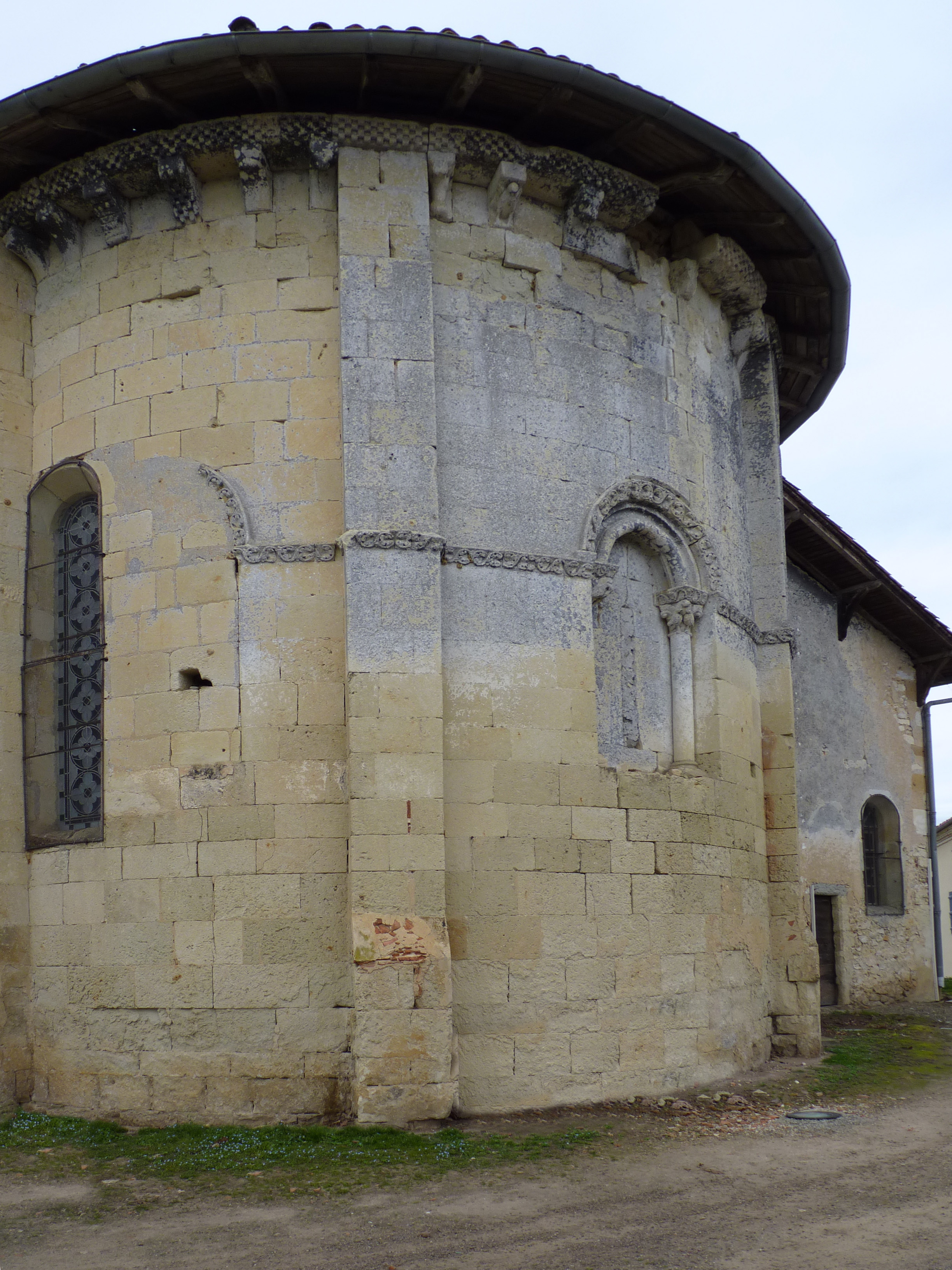
Le chevet.
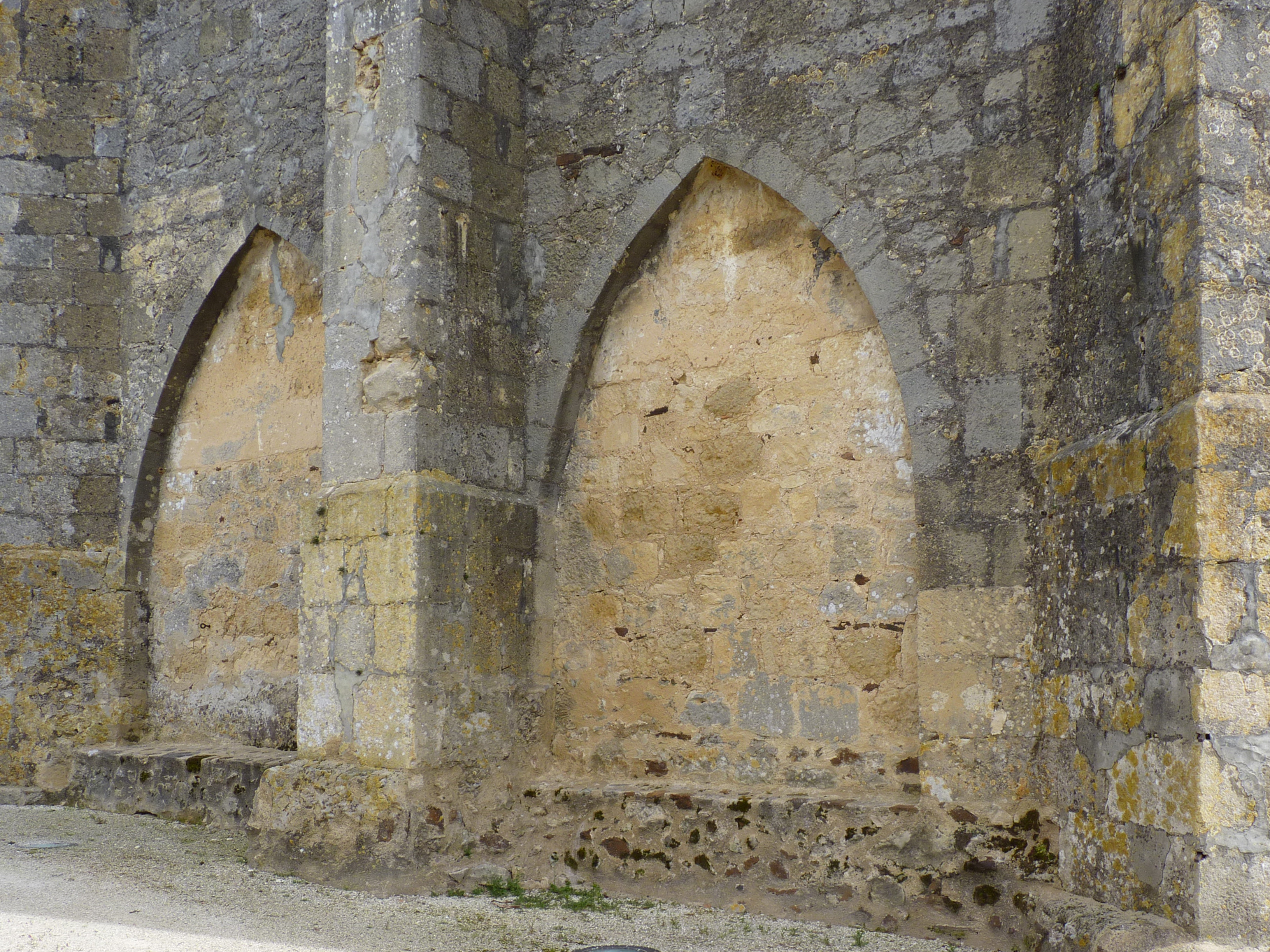
Contreforts & arcades.

Au XVe siècle, après la guerre de Cent Ans, deux collatéraux sont construits, tandis que la surface de la tour vient s’ajouter à celle de la nef. Ces travaux entraînèrent une transformation complète de l’édifice : Les murs de la nef sont ouverts, la toiture modifiée et l’ensemble voûté d’ogives. La prospérité retrouvée se traduit dans cet agrandissement qui ne répond pas seulement aux besoins de la démographie de l’époque, mais aussi à la nécessité d’une église qui doit se relever de la guerre et s’accroître. L’examen des éléments d’architecture des collatéraux tendent à démontrer que ces travaux se sont étalés jusqu'au XVIe siècle.
Au XVIIe siècle, un porche est ajouté au nord de la tour. À droite, il abrite l’escalier en bois qui donne accès au clocher, au fond, le portail monumental qui s'ouvre sur l’église et, à gauche, une petite porte surmontée d’un ensemble floral et d’inscriptions latines invoquant les noms de la Vierge, de saint Martin, de saint Jean, de saint Michel et de saint Roch avec celui de Jésus (IHS). Les deux pilastres et le bandeau mouluré du portail monumental de l'église Saint-Martin évoquent ceux des châteaux et des belles demeures de Chalosse.

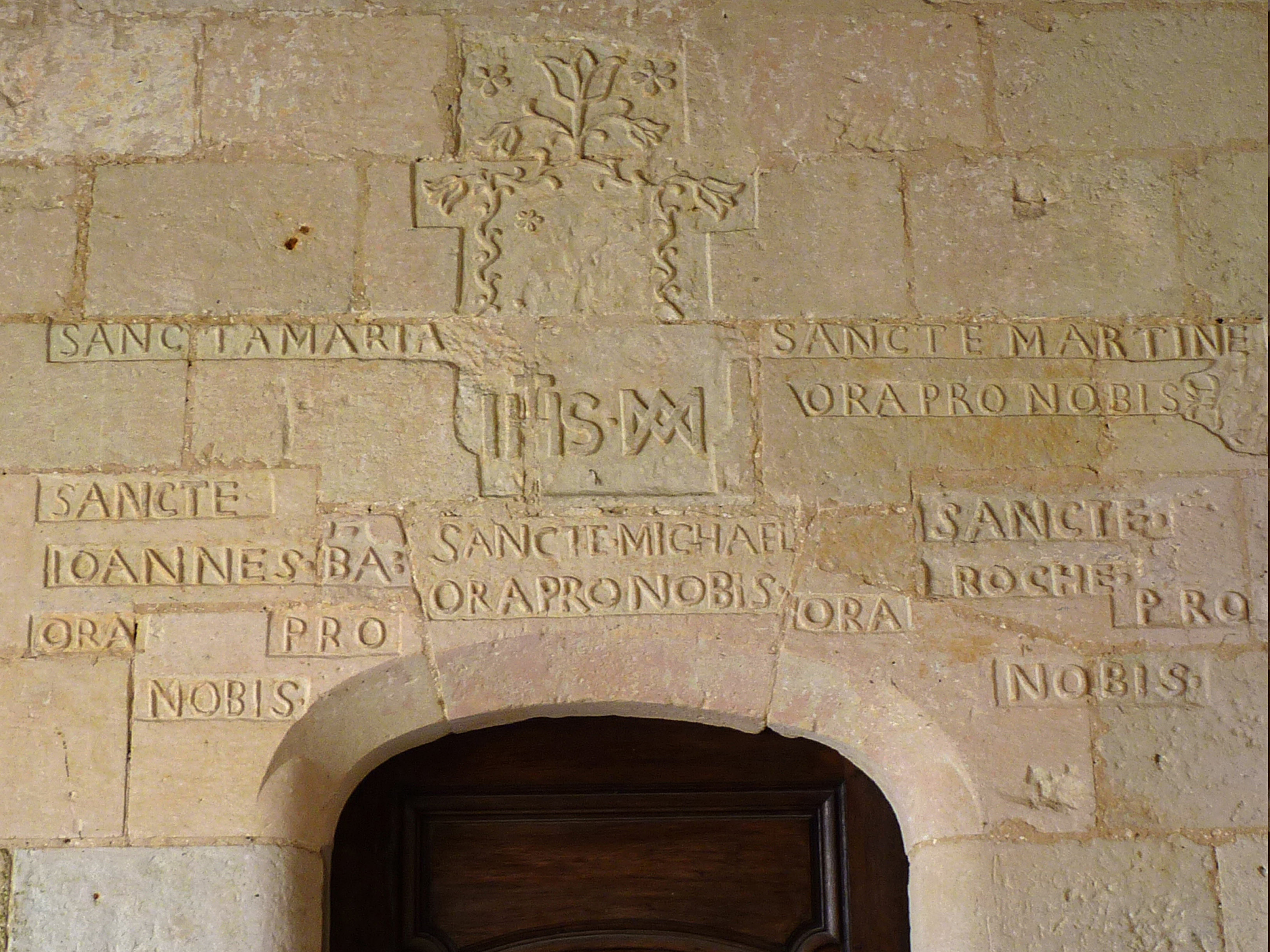
Inscriptions du porche.
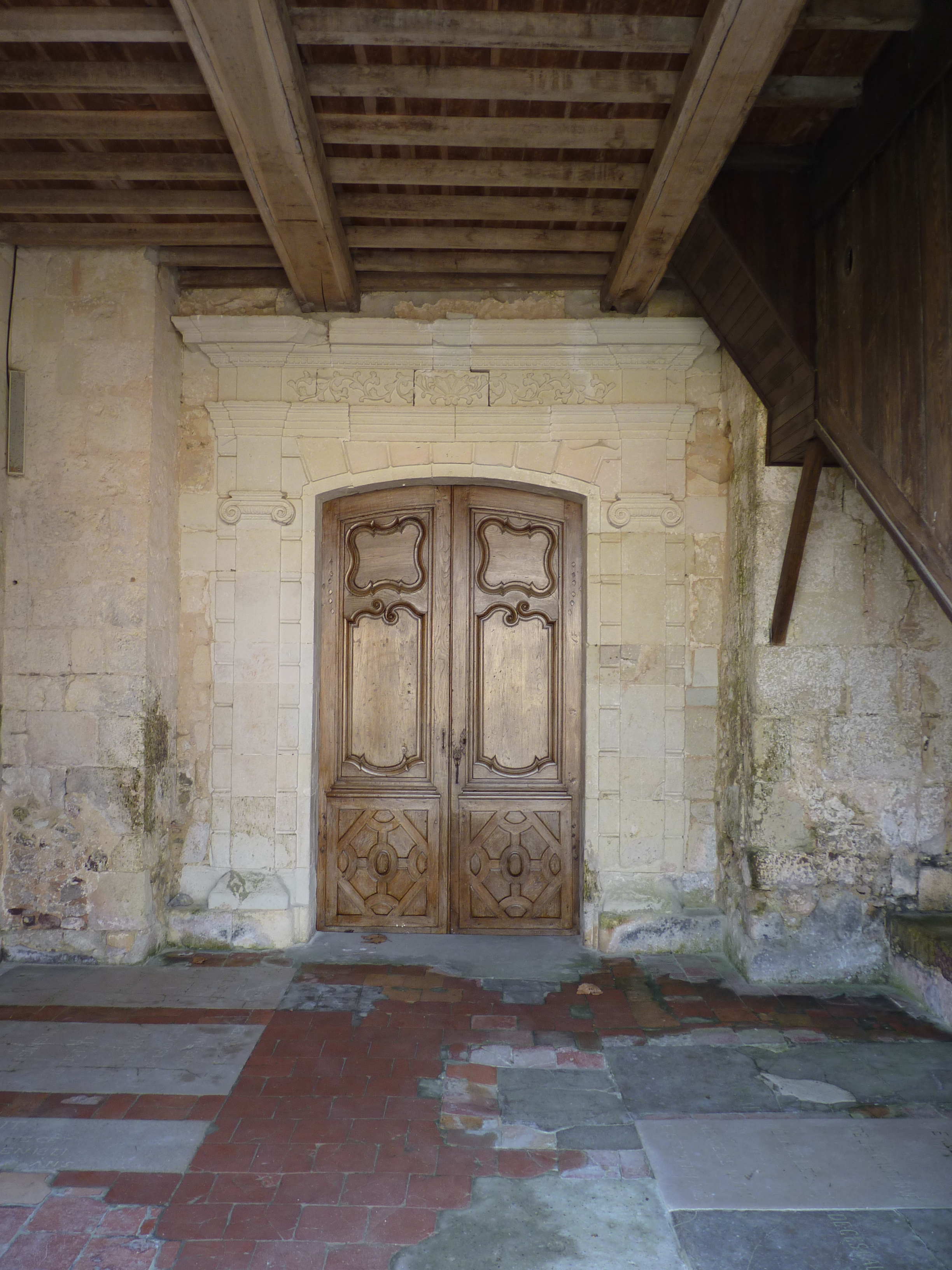
Le portail.

Vers 1770, le maître-autel, d'une remarquable sobriété, est réalisé par les frères Mazetti, sculpteurs originaires de Cevio en Suisse italienne. Le lustre en bois doré de la nef date également du XVIIIe siècle. Il aurait été conçu pour le théâtre de Bayonne. À ses branches sont suspendus des fruits et des épis de maïs.

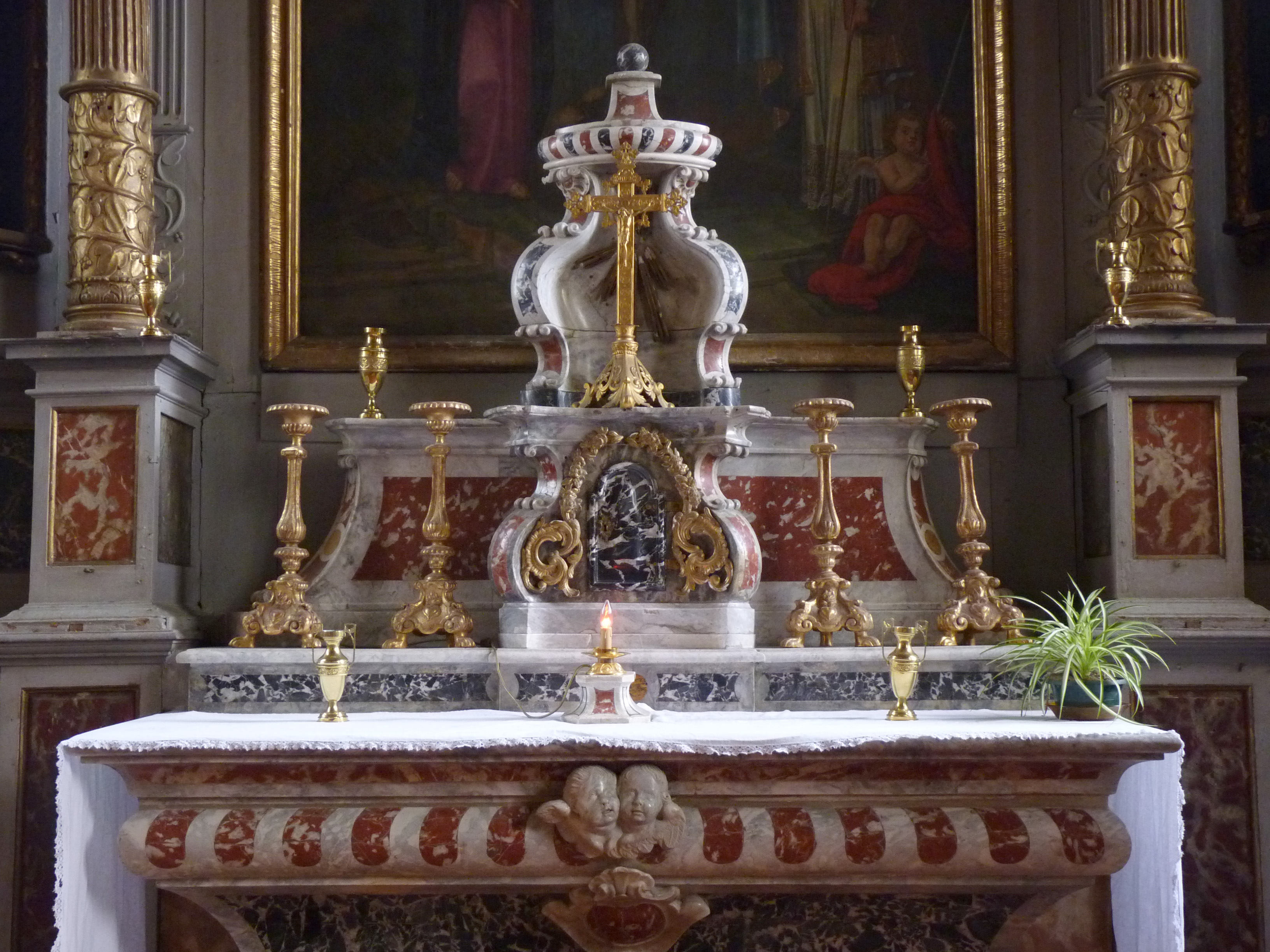
Le maître-autel.
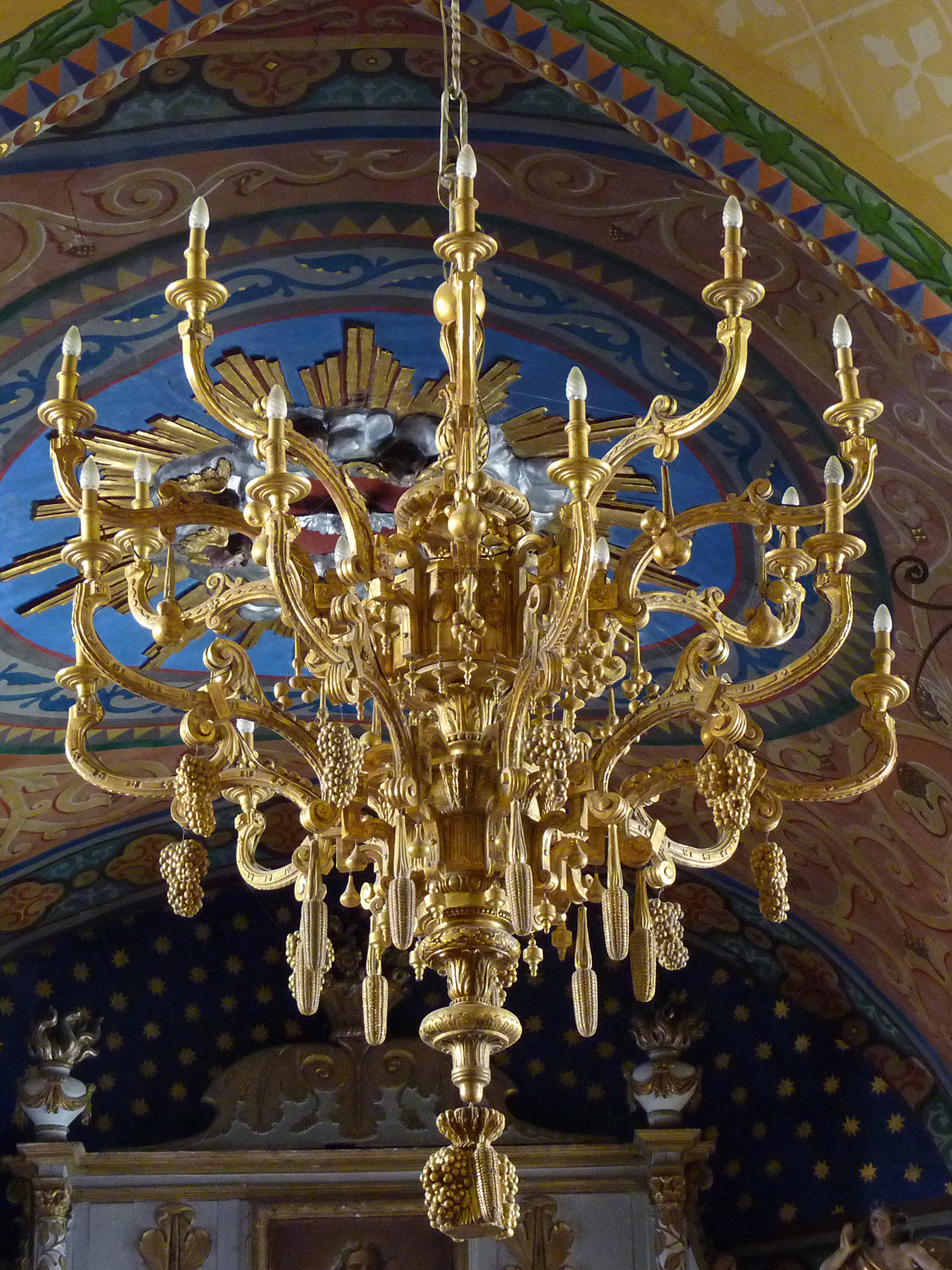
Le lustre.
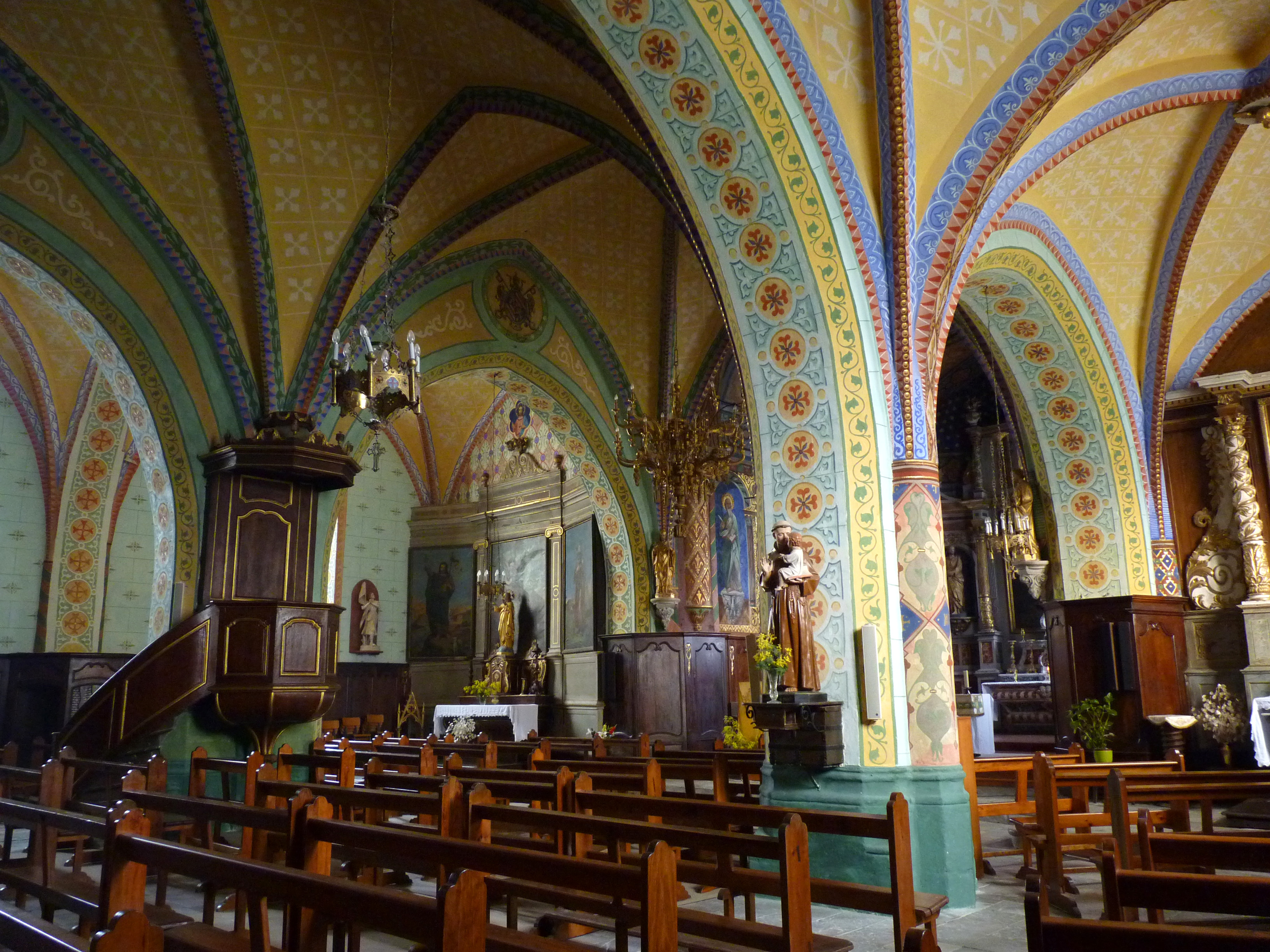
Vue transversale.
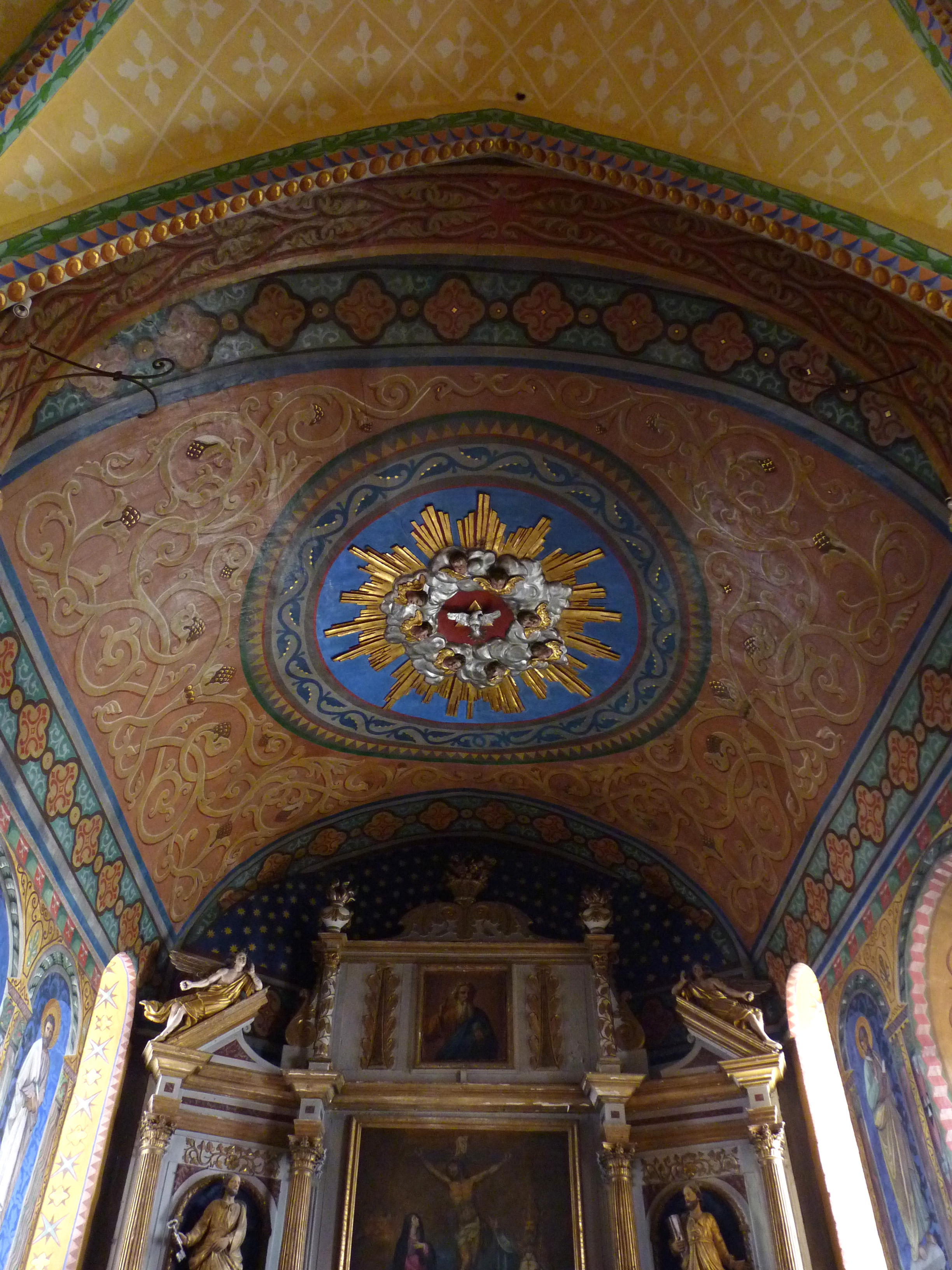
Le plafond du sanctuaire.

En 1875, l'intérieur de l’église est revêtu de peintures décoratives ou figurées. Elles seront restaurées en 2003.

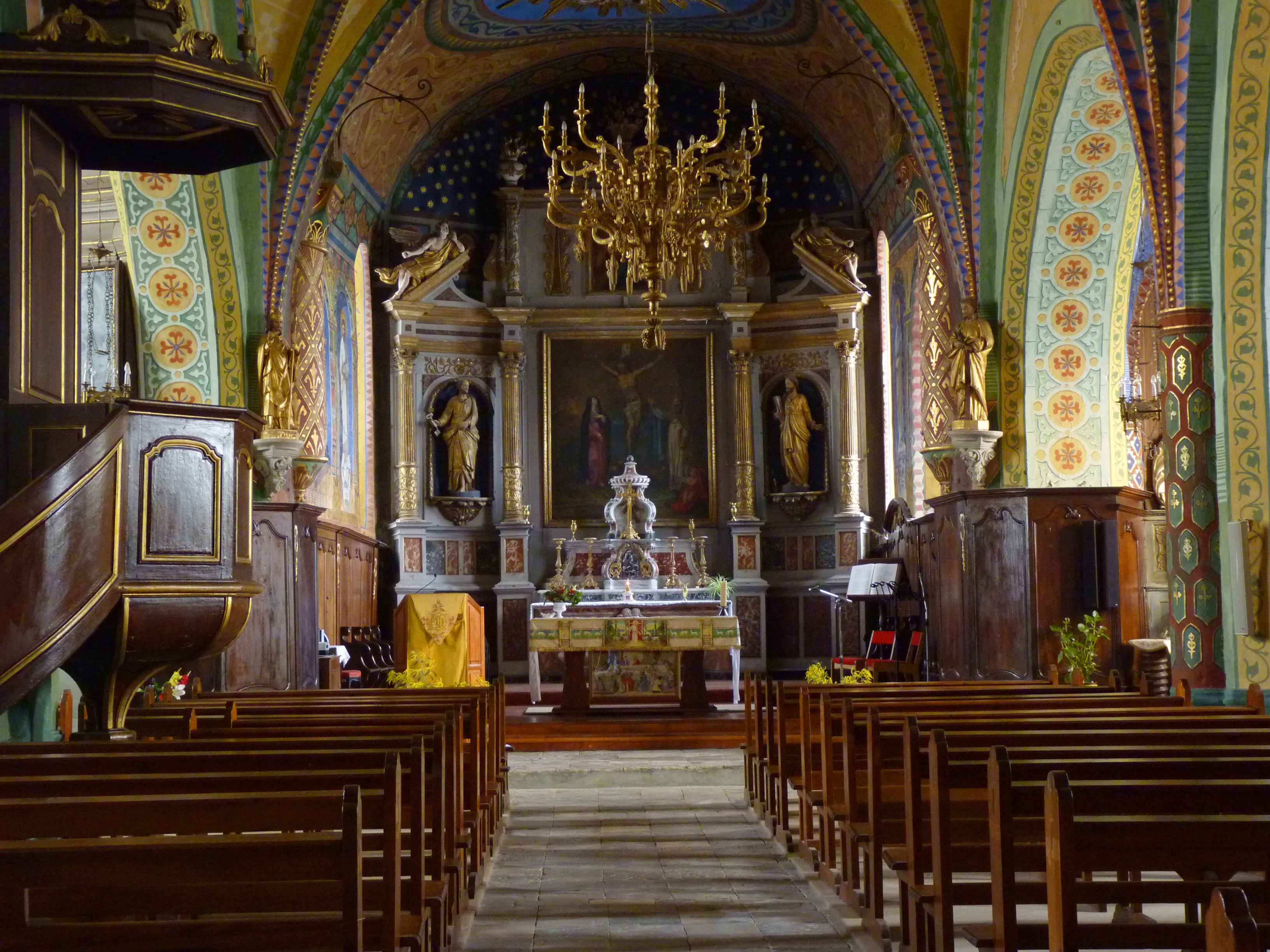
Peintures décoratives et figuratives.
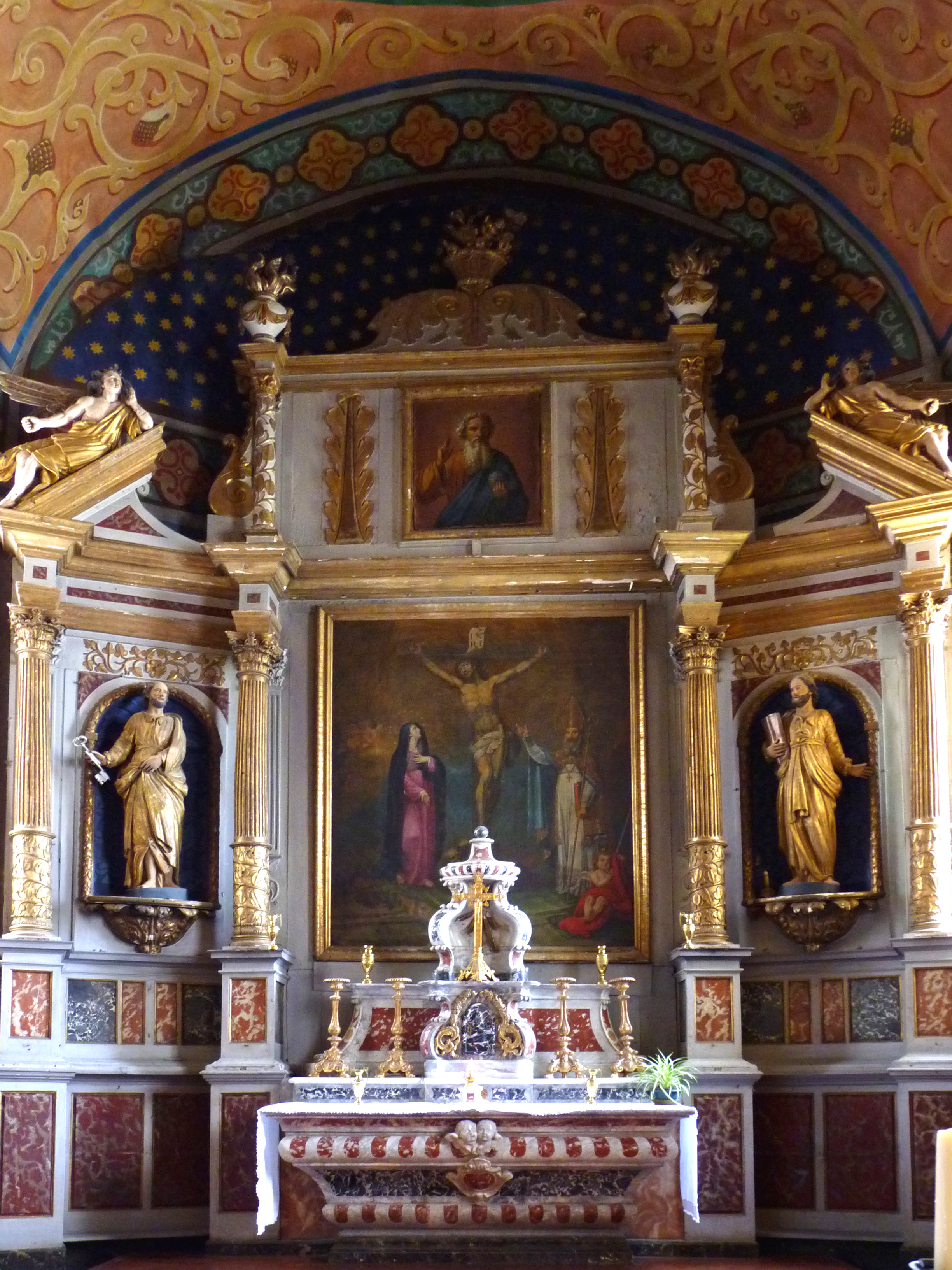
Maître-autel et retable.
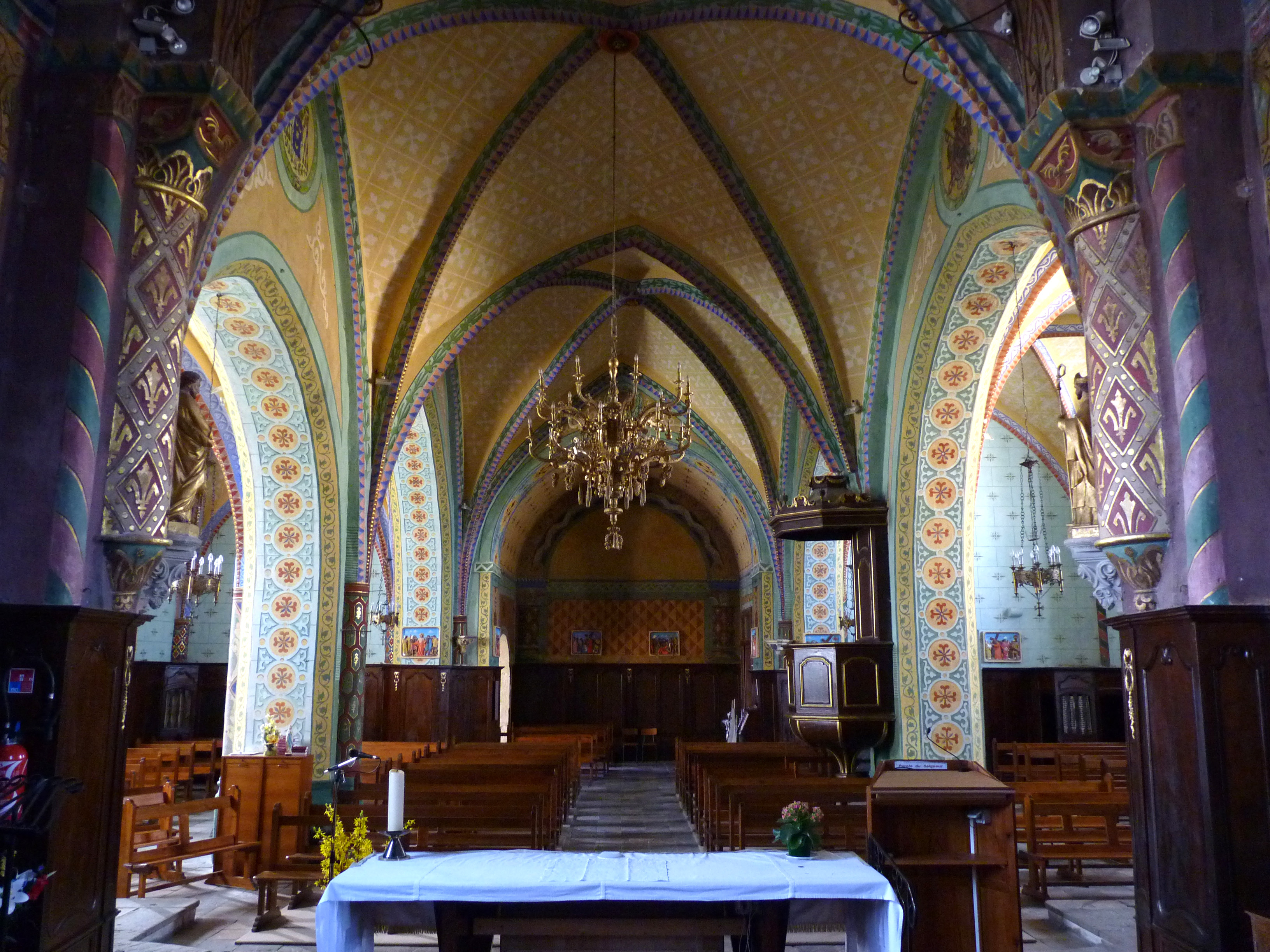
Peintures décoratives.

Les boiseries, l'autel et le retable du collatéral nord datent du XIXe siècle.

## Description
À l’extérieur, le chevet roman, qui est rythmé par des contreforts, conserve une corniche à billettes soutenue par des modillons sculptés et une baie en plein cintre, avec colonnettes et chapiteaux historiés. Les sculptures, réalisées avec une roche tendre, se sont fortement dégradées au fil des siècles.

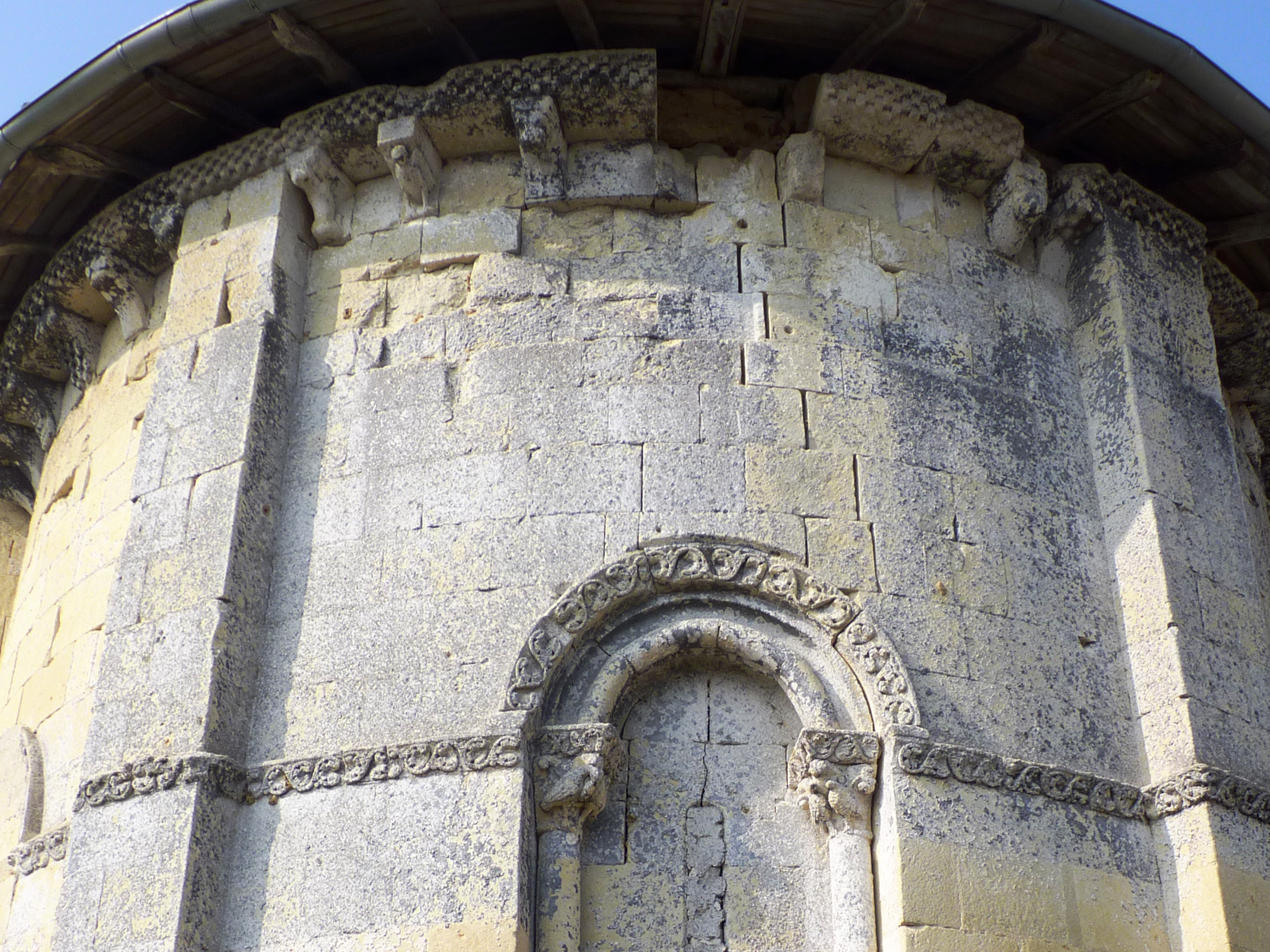
Corniche à billettes.
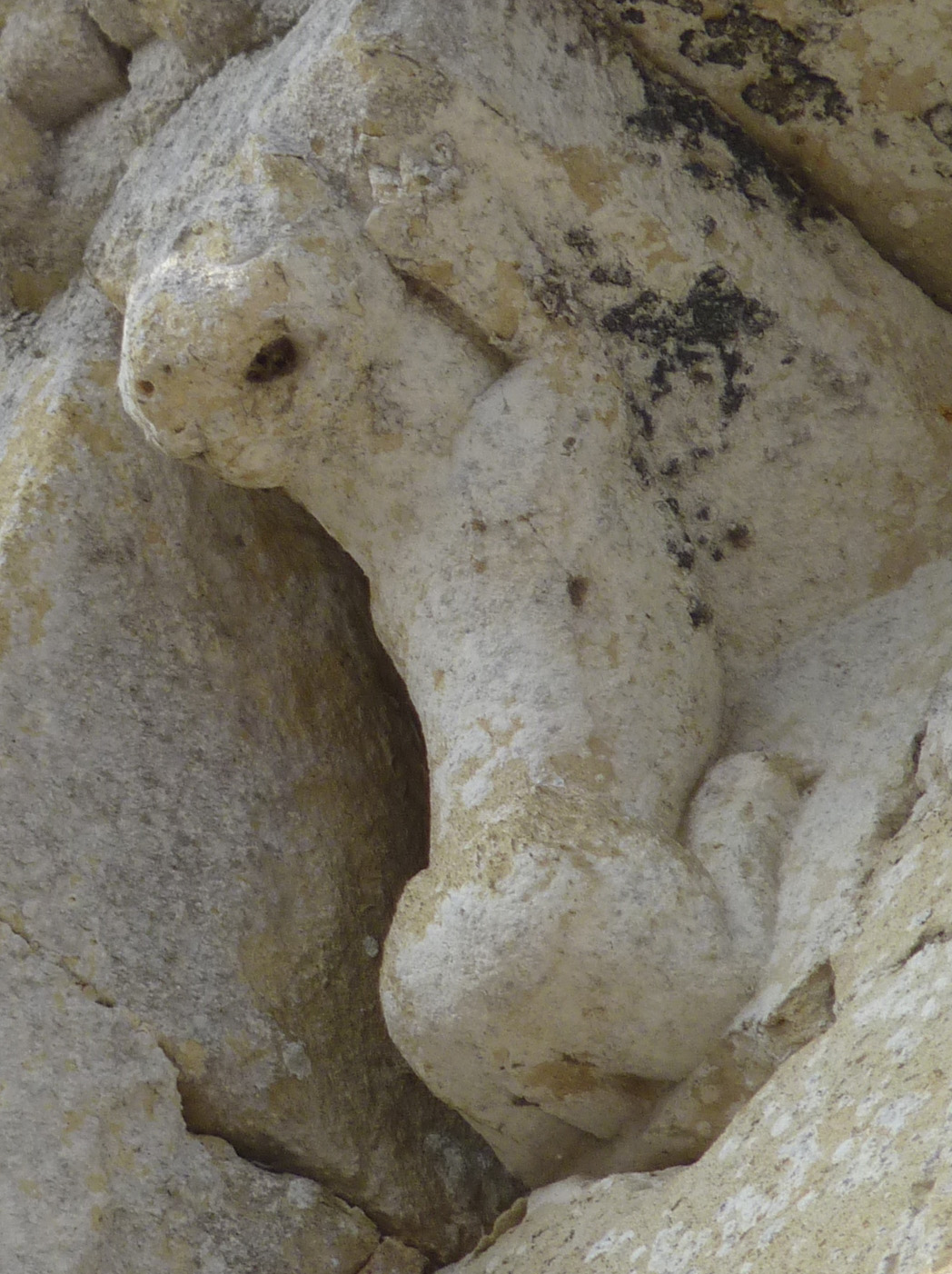
Modillon - lion couché.
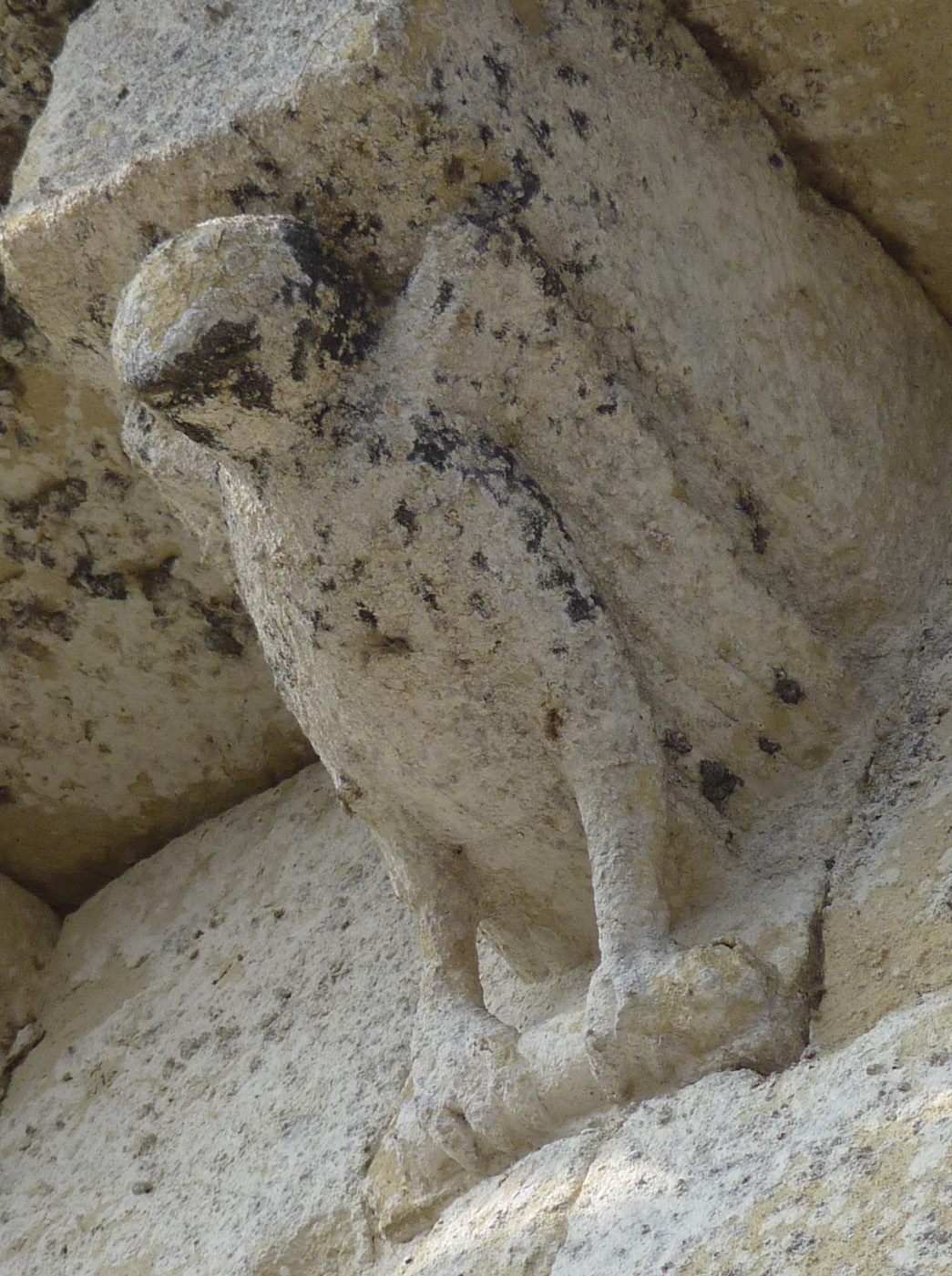
Modillon - aigle.
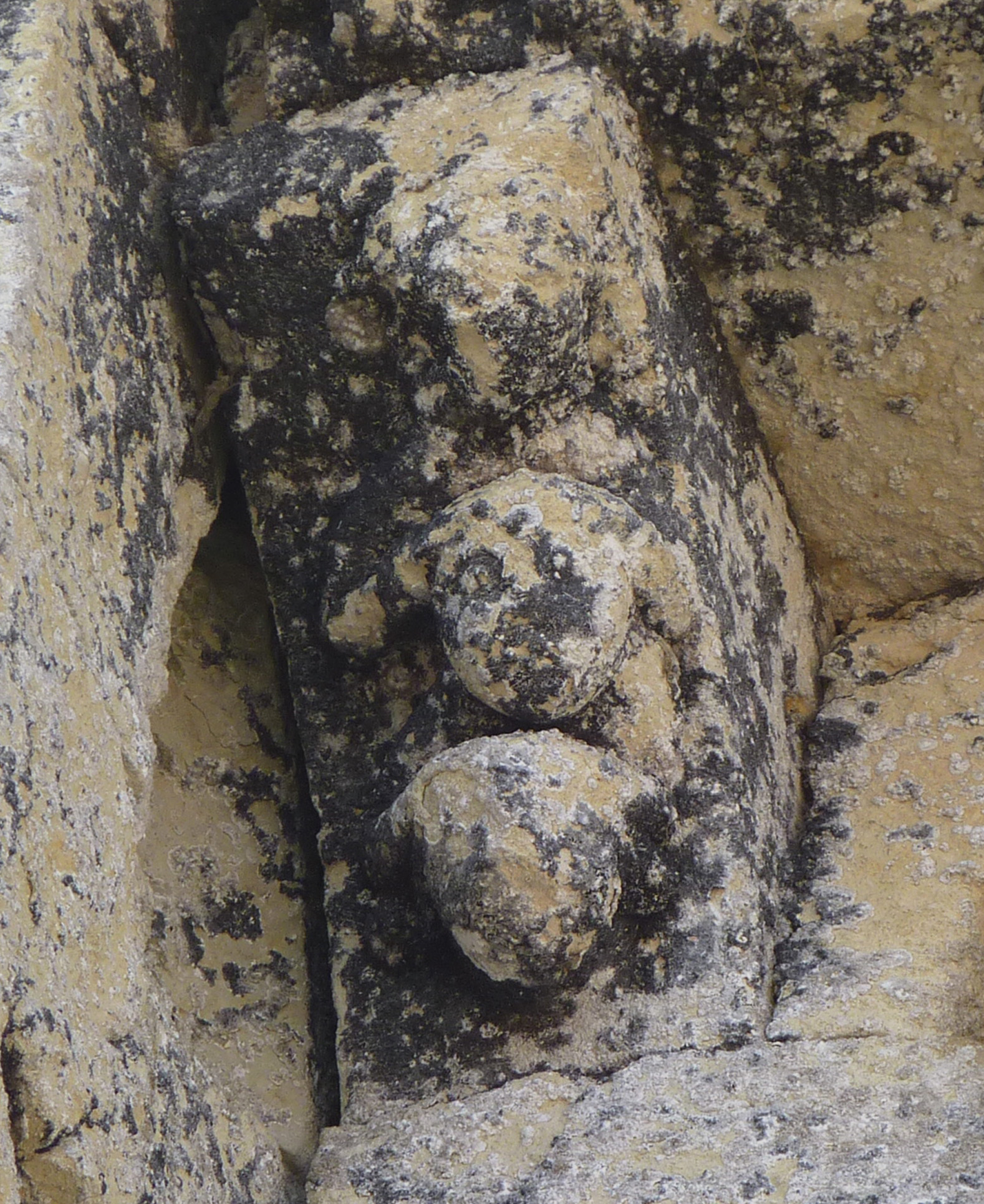
Modillon - agneaux.
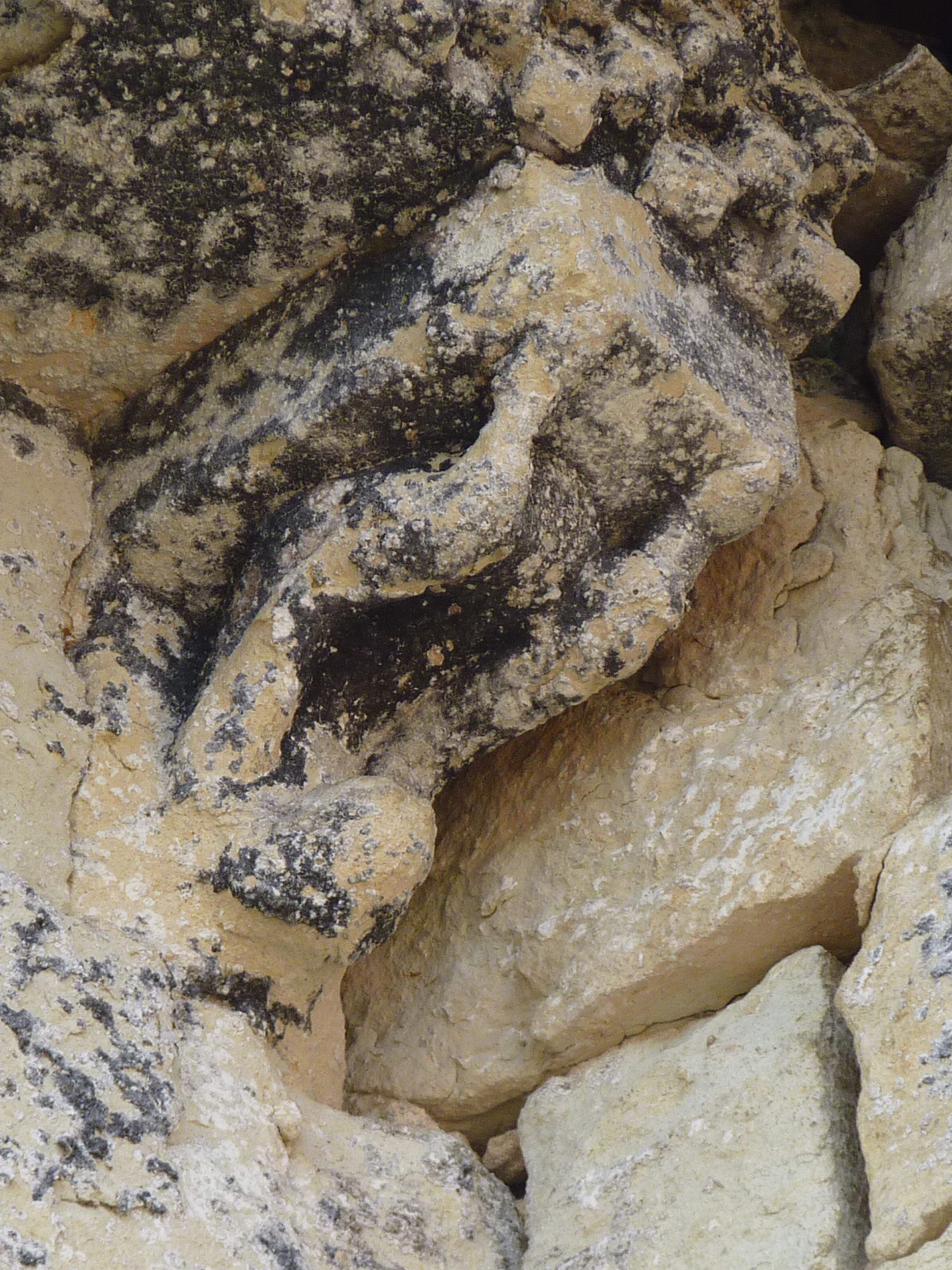
Modillon - personnage assis.

Certains modillons sont simplement décorés de billettes et de rouleaux, d'autres font appel à des représentations animales et humaines qui étaient fréquentes dans la première moitié du XIIe siècle de part et d'autre des Pyrénées.
Sur le chevet, logés dans une arcade et entourée par deux colonnettes, se trouvent les vestiges d’une ouverture originelle : une simple fente étroite. Les autres ouvertures romanes ont été supprimées, mais il reste la frise avec des rinceaux autour des anciennes fenêtres, passant également sur les contreforts et qui faisaient le tour complet de l’abside.
L'archivolte de la fenêtre repose sur deux chapiteaux représentant deux oiseaux réunis autour d'un fruit. Ces derniers viennent couronner les colonnettes.

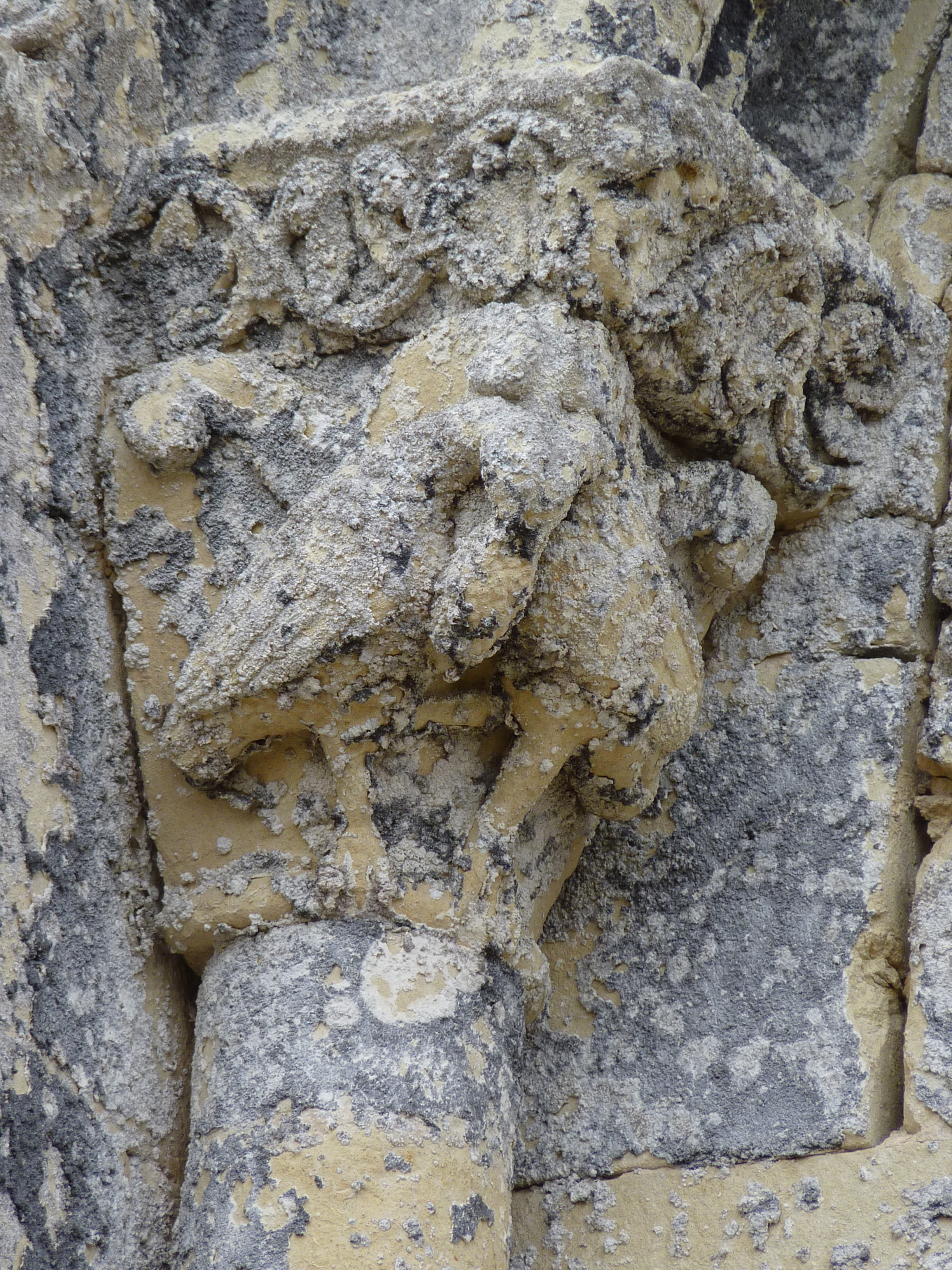
Chapiteau de gauche.
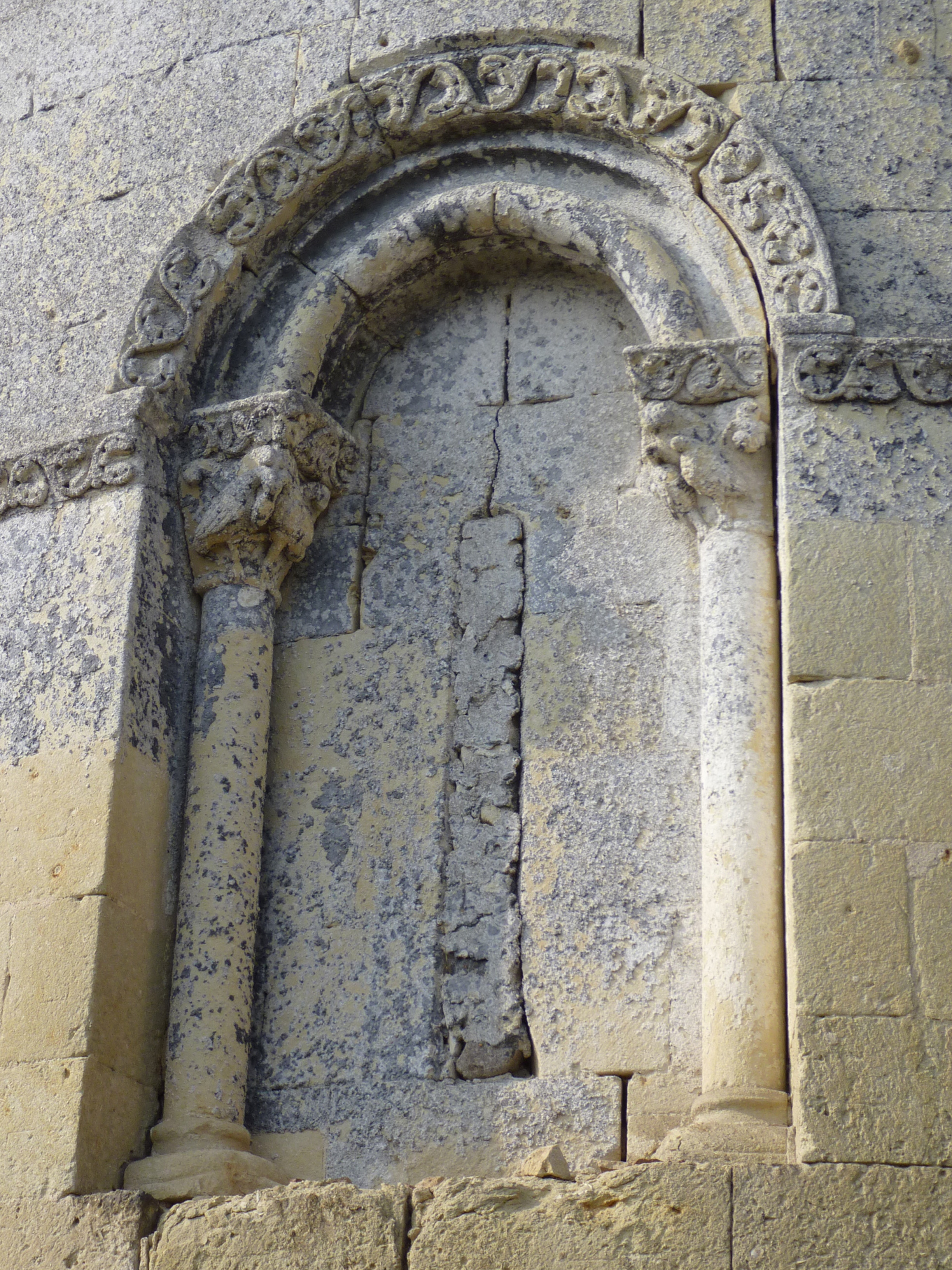
Fenêtre romane.
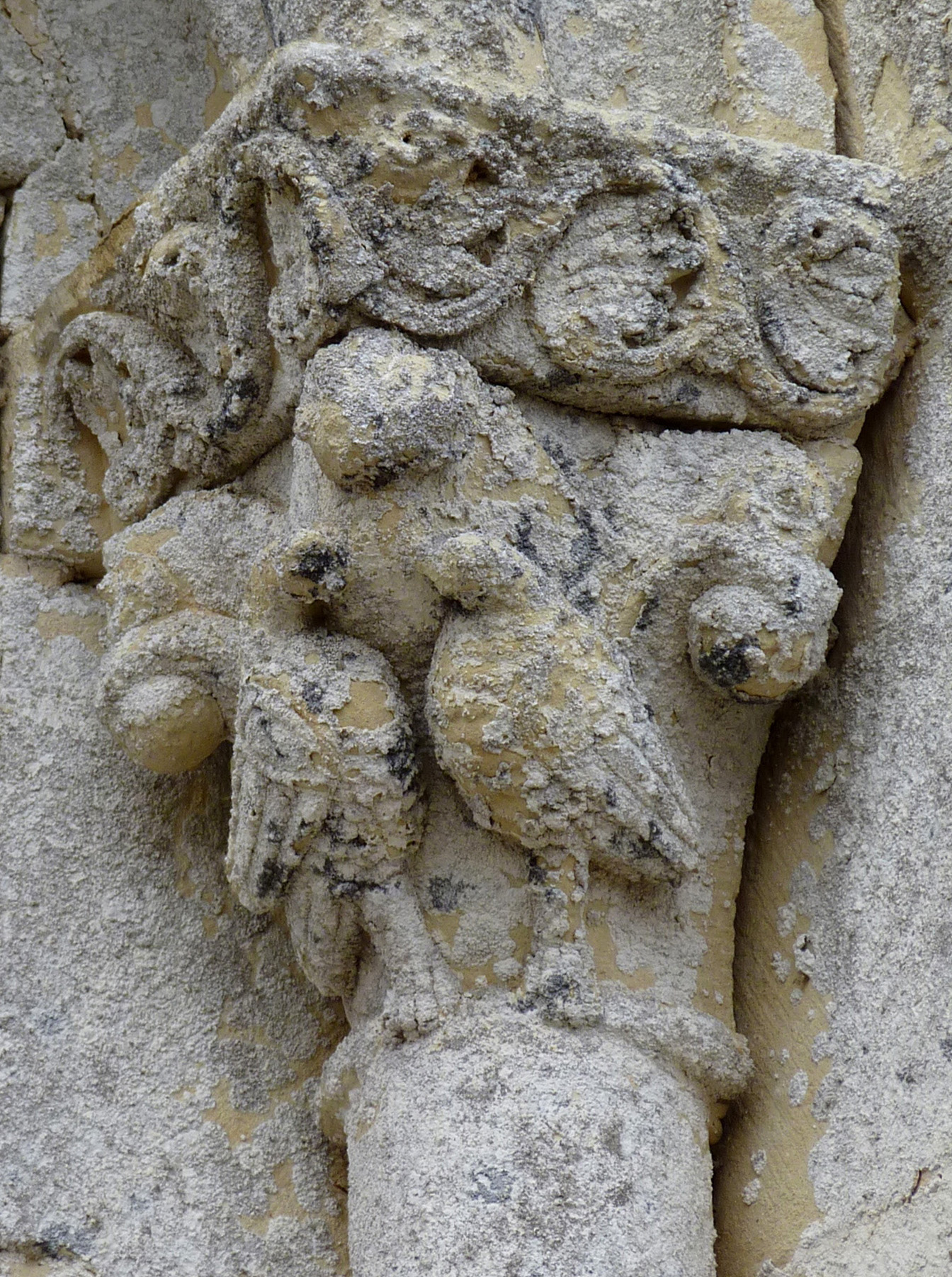
Chapiteau de droite.

L’intérieur gothique étonne par sa décoration qui est à la fois abondante, inattendue et dans un état remarquable. Il est riche en couleurs et totalement revêtu de peintures décoratives ou figurées. 
Dans le chœur, les murs situés de part et d’autre du maître-autel, sont ornés de peintures figuratives. Le Christ est assis sur un trône d’or au centre du mur latéral gauche. Il est entouré des quatre évangélistes, à sa droite par saint Luc (le taureau), à sa gauche par saint Jean (l'aigle), et en face de lui par saint Matthieu (l'ange) et par saint Marc (le lion).

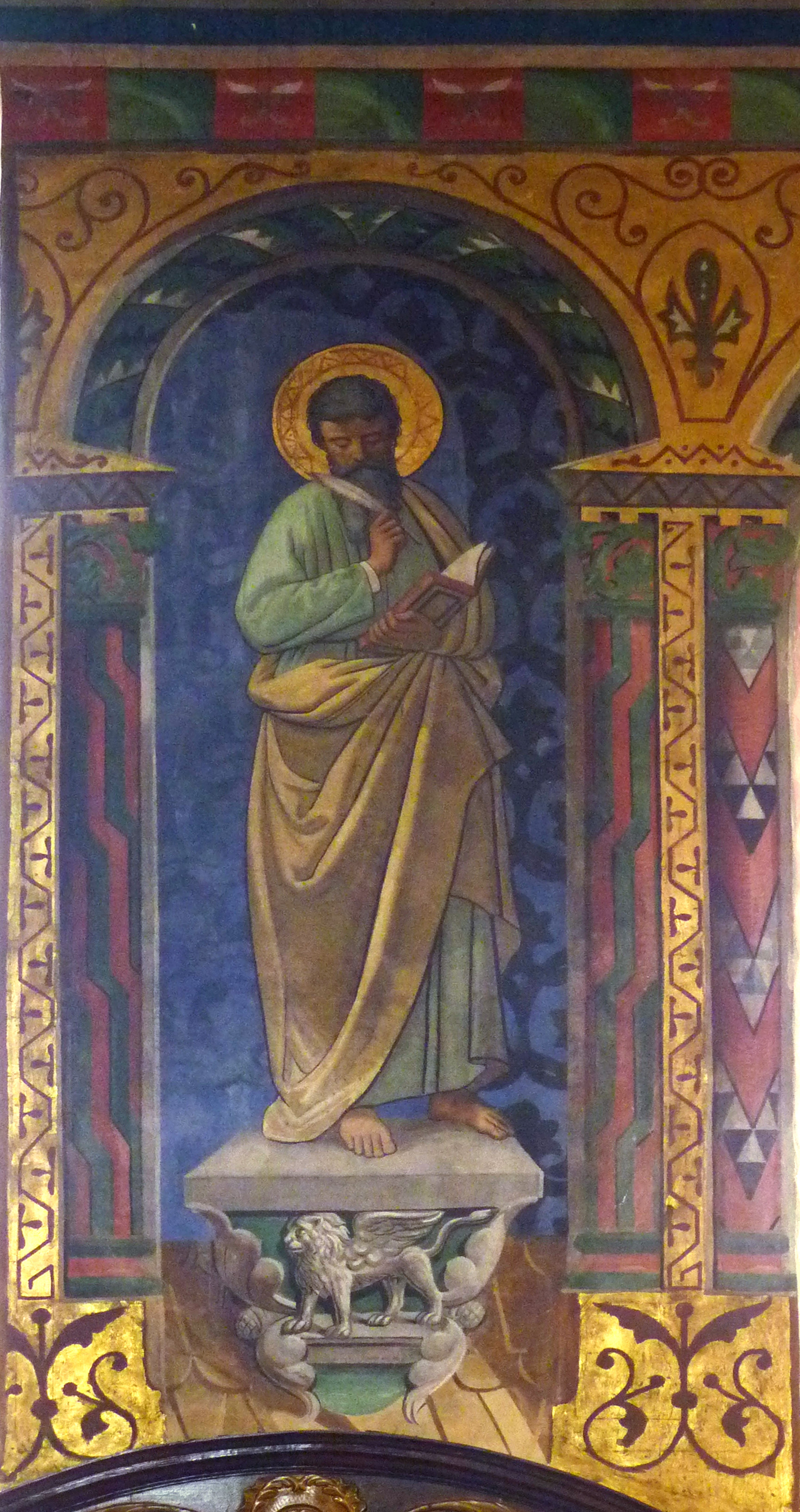
Saint Marc.
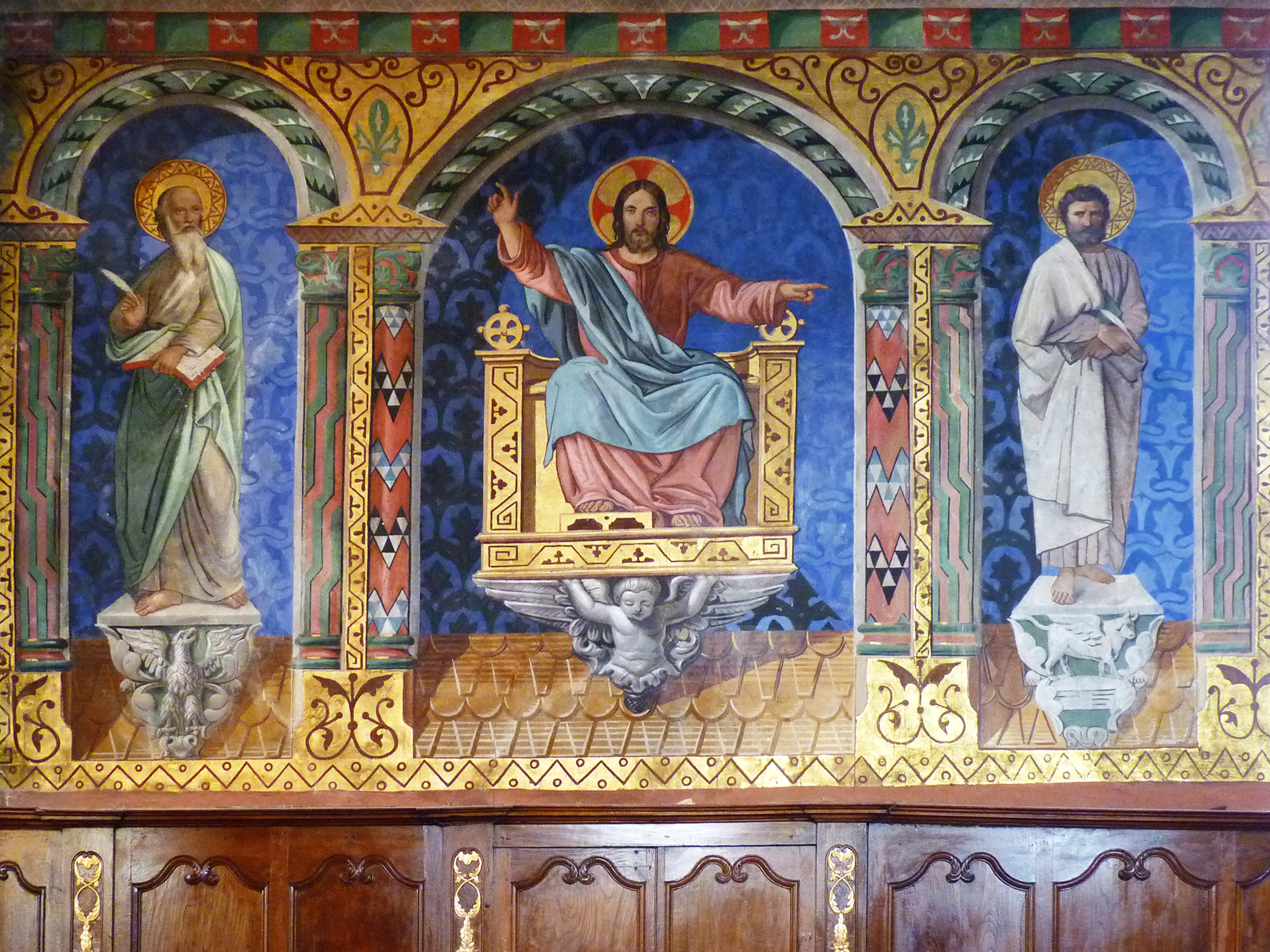
Peintures figuratives.
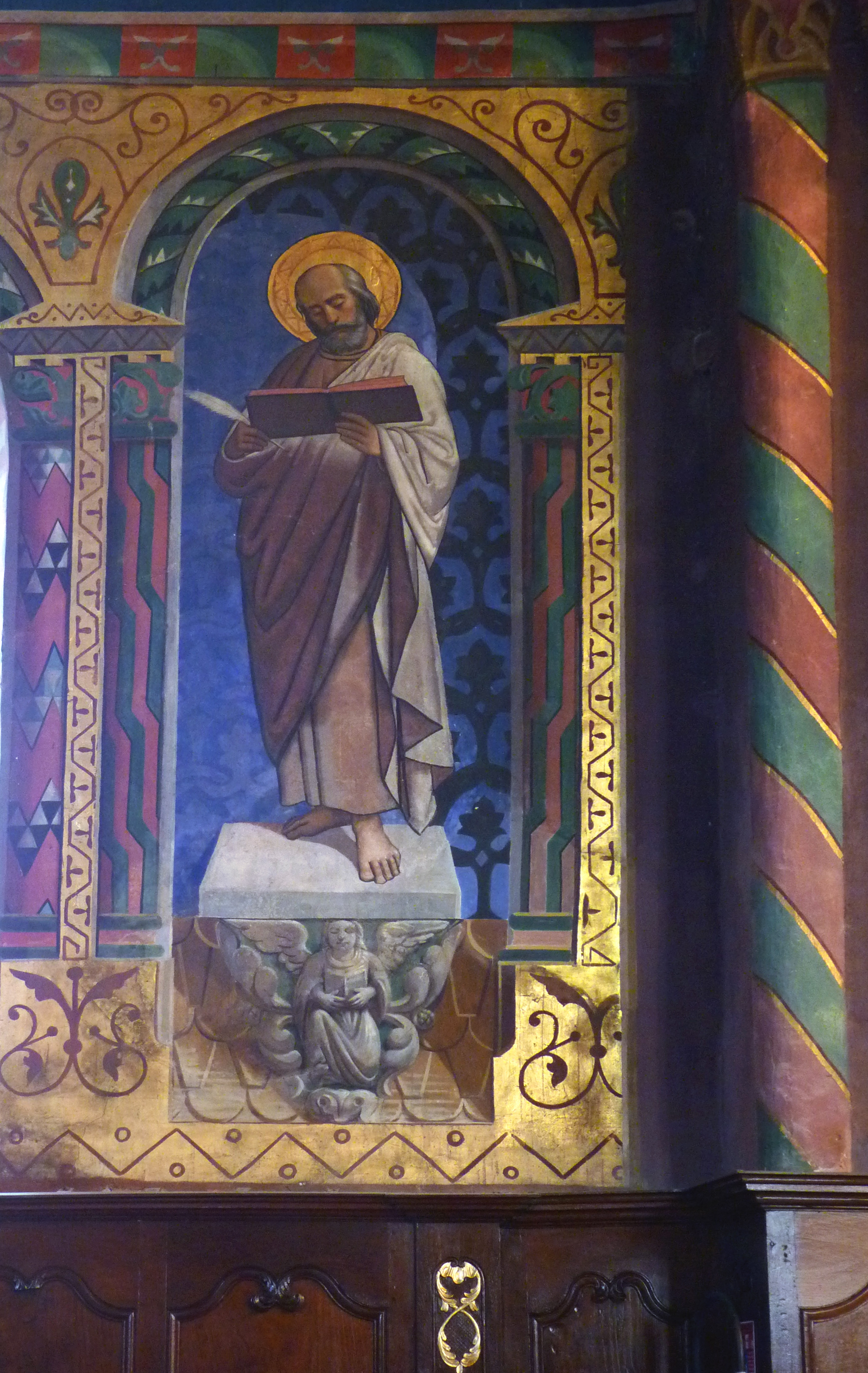
Saint Matthieu.

Afin de s’intégrer parfaitement avec le maître-autel des frères Mazzetti, les soubassements en bois du retable qui surmonte le maître-autel, ont été peints en faux marbre. Il comprend par ailleurs trois compartiments délimités par quatre colonnes en partie cannelées, dont la base s’orne d’un enroulement de feuillages. Les statues de saint Pierre et de saint Paul se tiennent de chaque côté de la toile centrale qui représente une Crucifixion, avec la Vierge à la droite du Christ et le saint patron de l'église, saint Martin, à sa gauche. Dieu le père se tient au-dessus, entouré de deux statues d’anges.

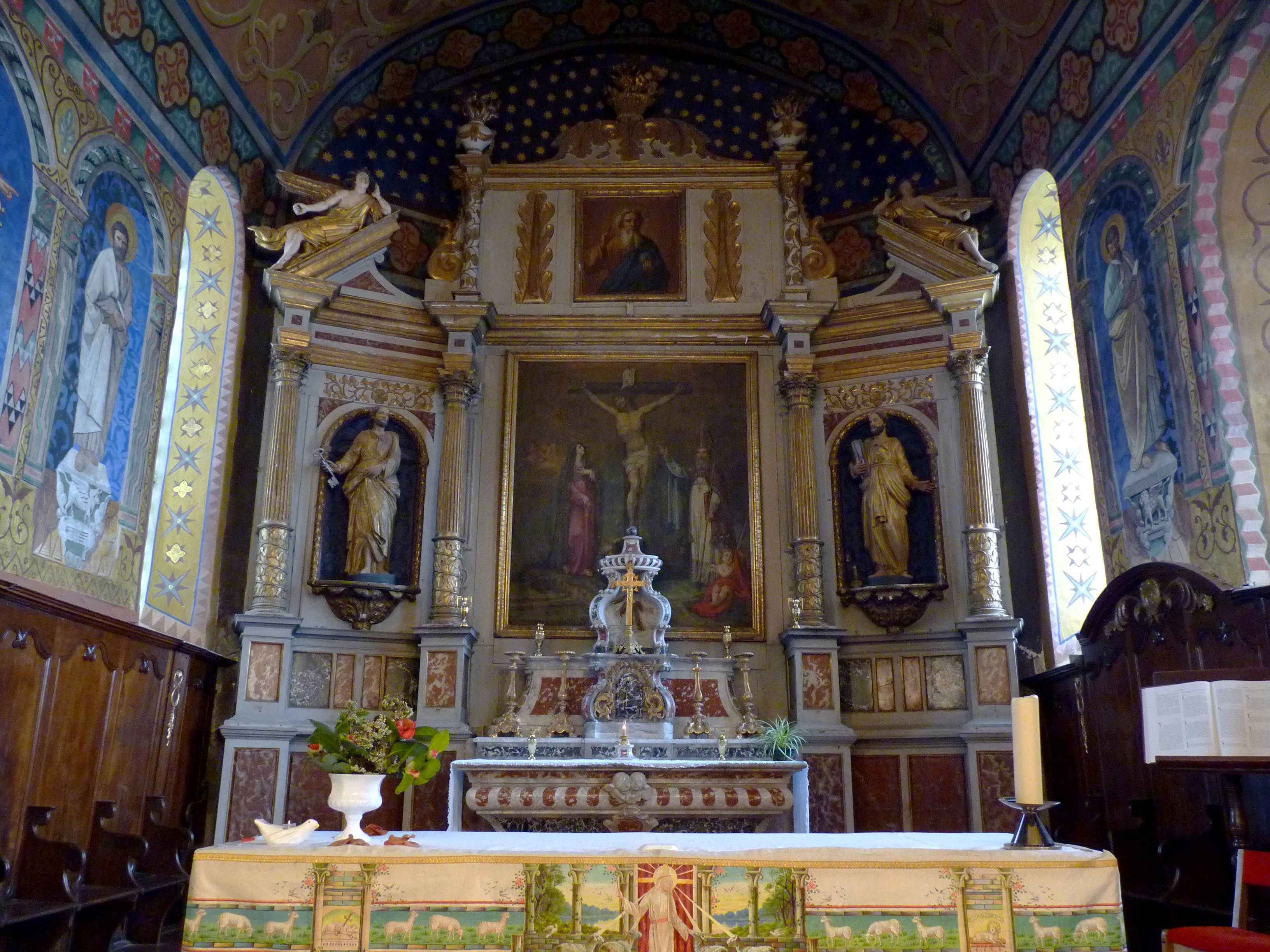
Le retable.
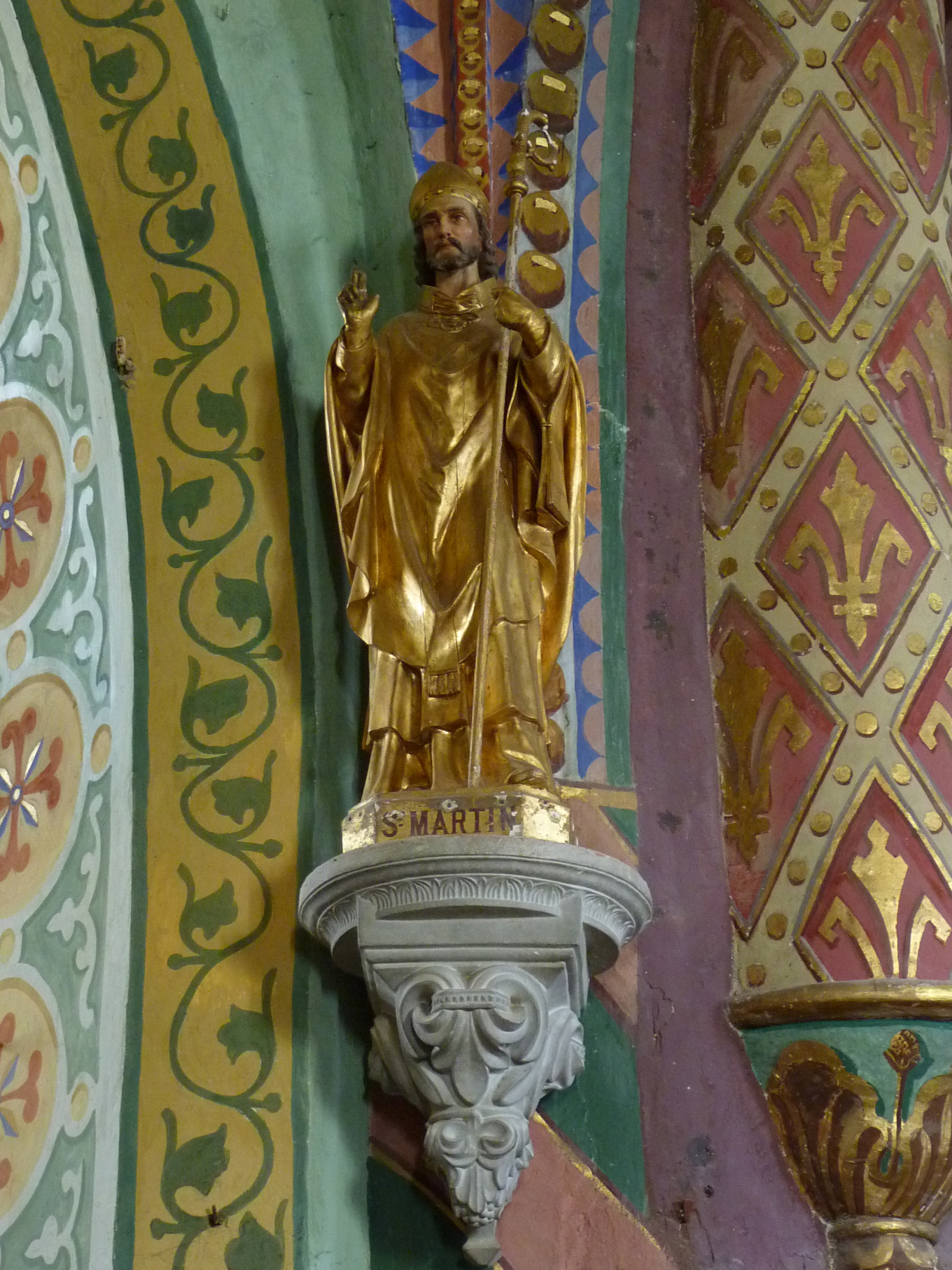
Saint Martin.
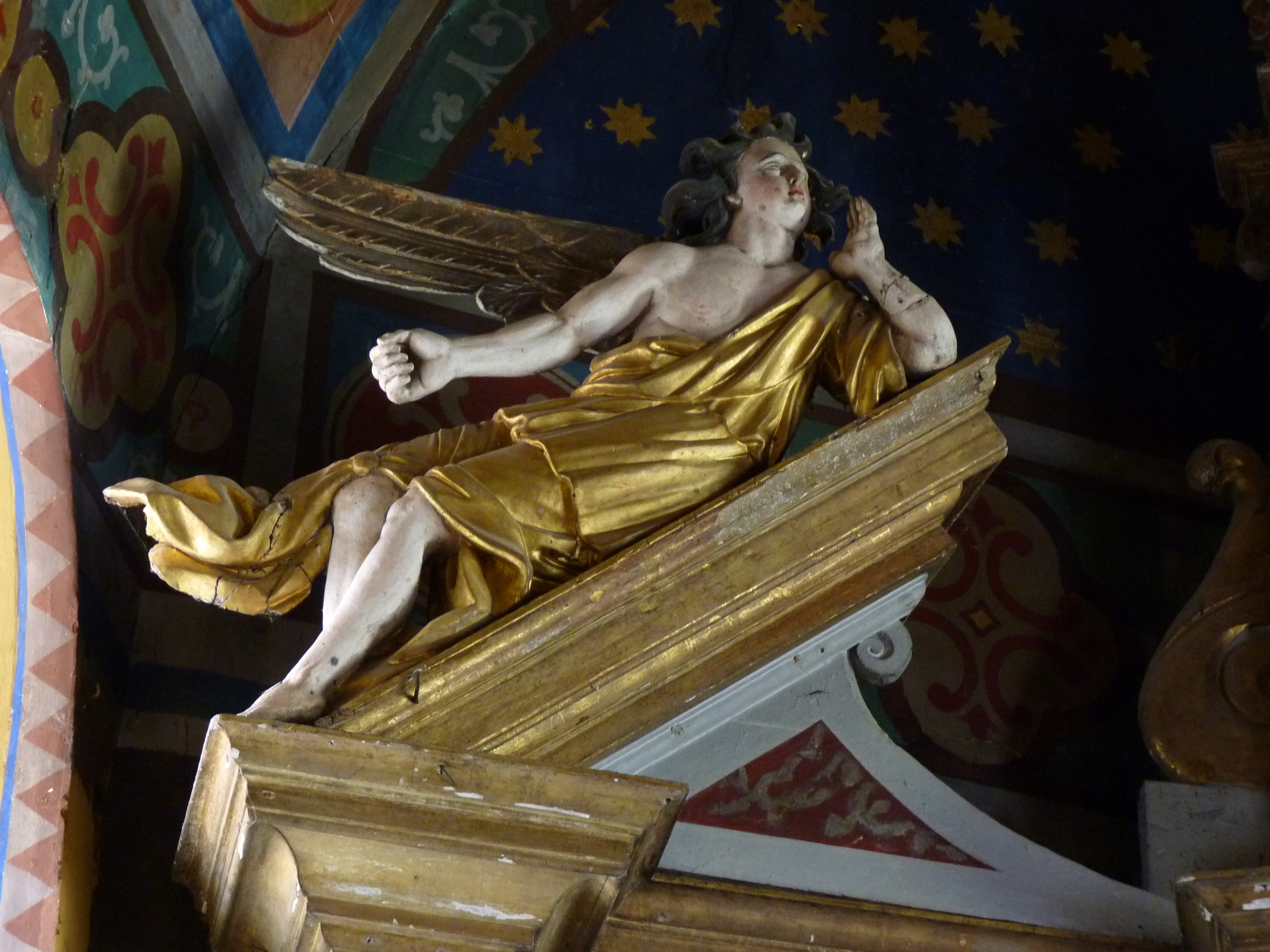
L'ange de gauche.
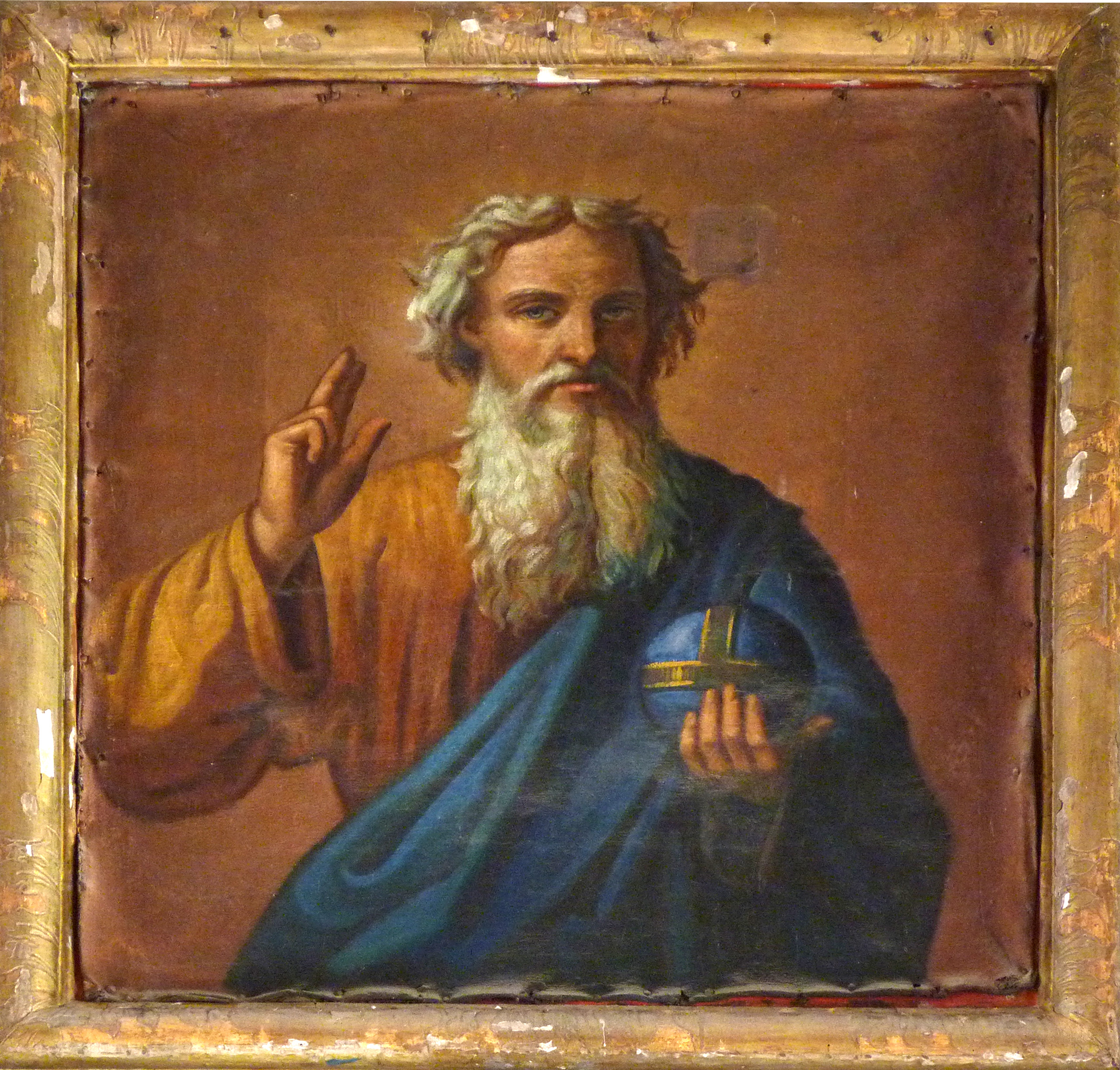
Dieu le père.

Derrière l’autel du collatéral gauche se tiennent trois grands tableaux représentant saint Jean Baptiste à gauche, saint Michel archange au centre et saint Roch à droite. Les tableaux de ce faux triptyque du XIXe siècle sont séparés par des pilastres à l’antique.

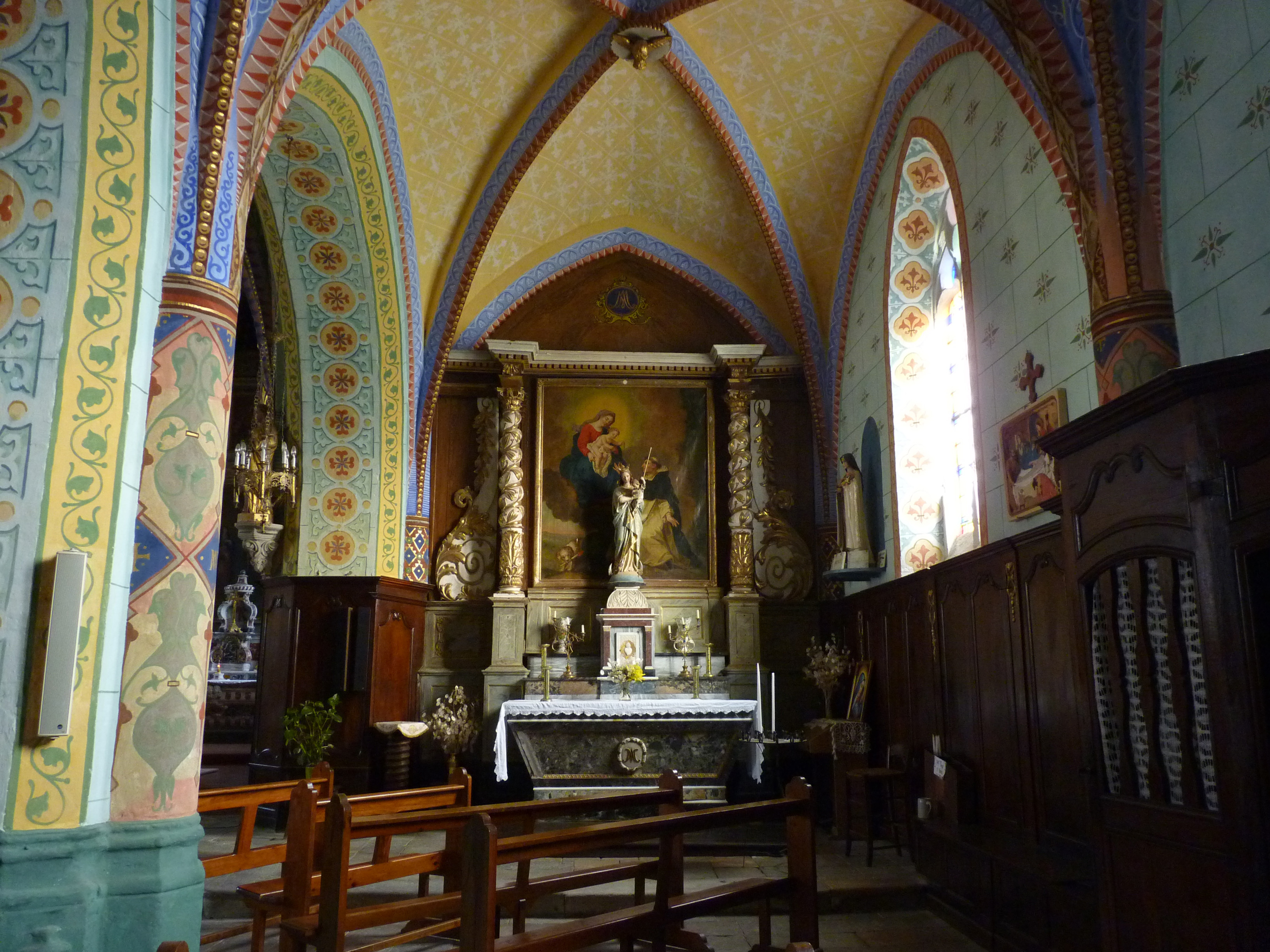
Le collatéral droit.
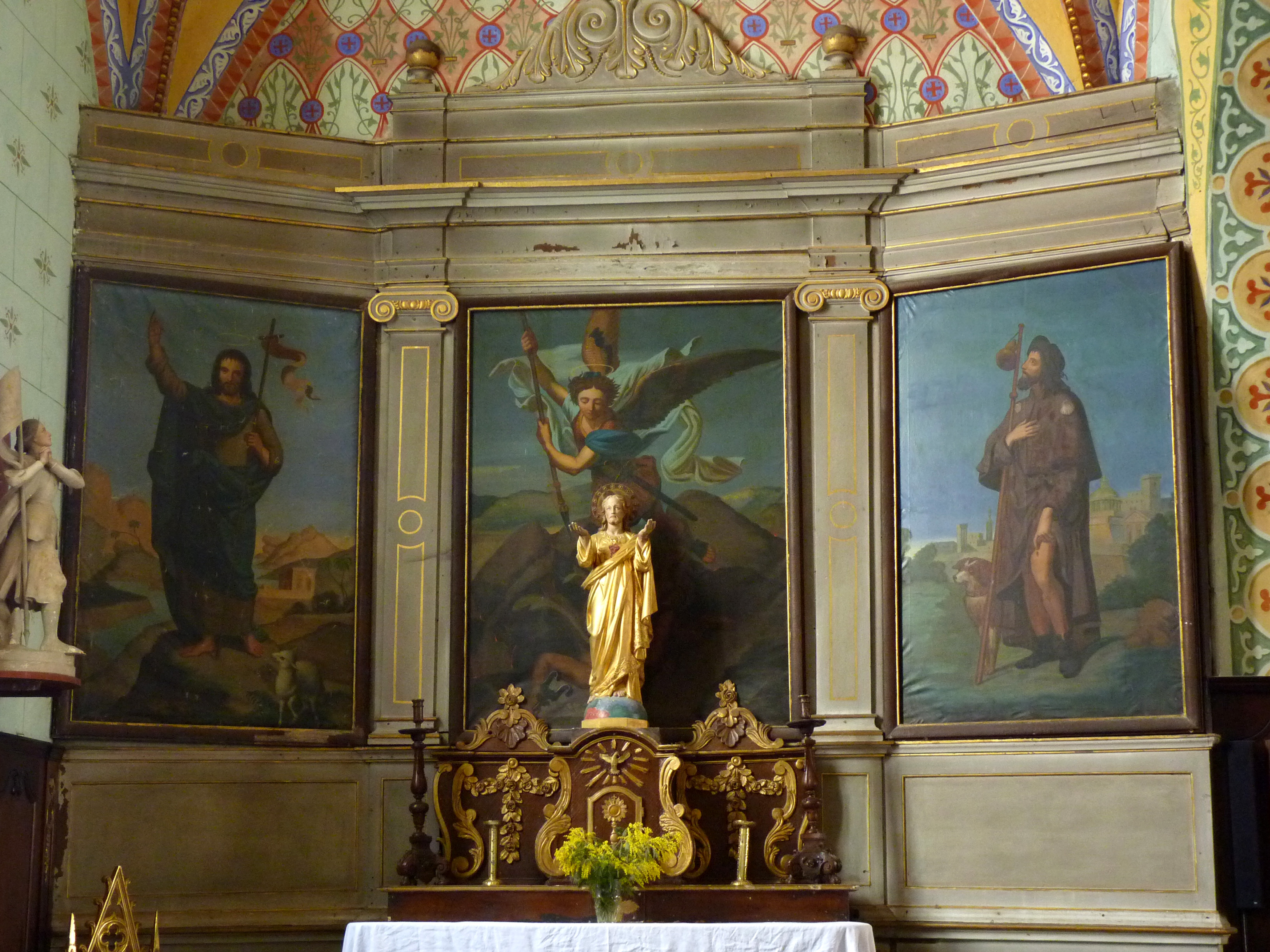
L’autel du collatéral gauche.
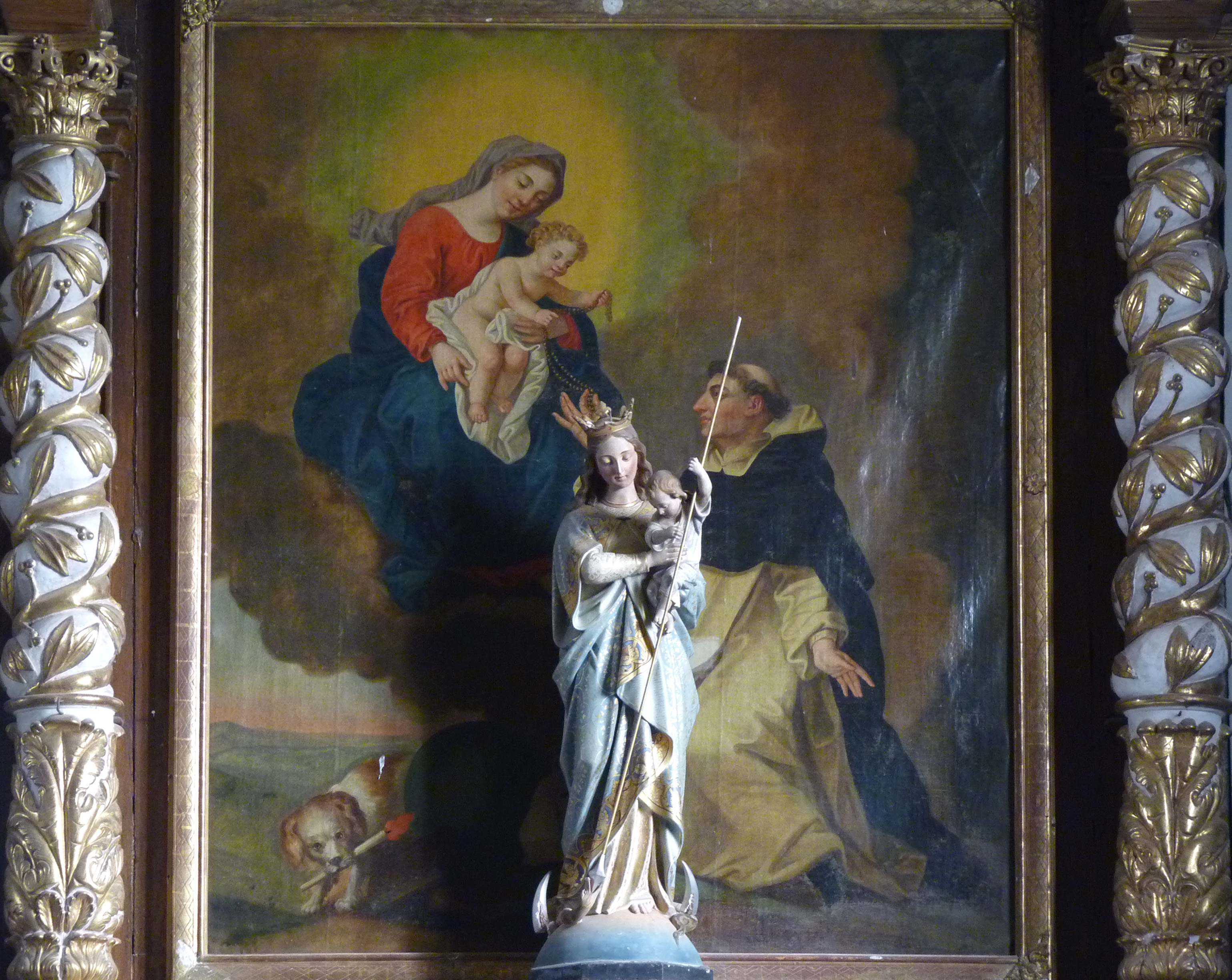
Tableau du collatéral droit.

Derrière l’autel du collatéral droit, entouré de deux colonnes torses complétées par deux volutes dorées, se trouve le grand tableau de « l’Institution du rosaire ». Il représente Saint-Dominique agenouillé devant la Vierge et l’enfant et accompagné d’un chien porteur d’une torche allumée.  Les Dominicains, semblables à de bons chiens de garde, défendent fidèlement la foi menacée par l’hérésie. Ces prédicateurs sont « les chiens du Seigneur ». Ils ont pour vocation d'« aboyer contre les hérésies » et de surveiller le troupeau de brebis.
Les boiseries de l’église Saint-Martin intègrent les confessionnaux et sont travaillées dans un même style. Tout en contribuant à parfaire la décoration intérieure, ces boiseries qui recouvrent le bas des murs de la nef et du chœur, protègent les peintures des remontées d’humidité et des dégradations liées à l’usage courant des lieux. Les boiseries du chœur sont pourvues de sièges.